# Akcja „Kutschera”

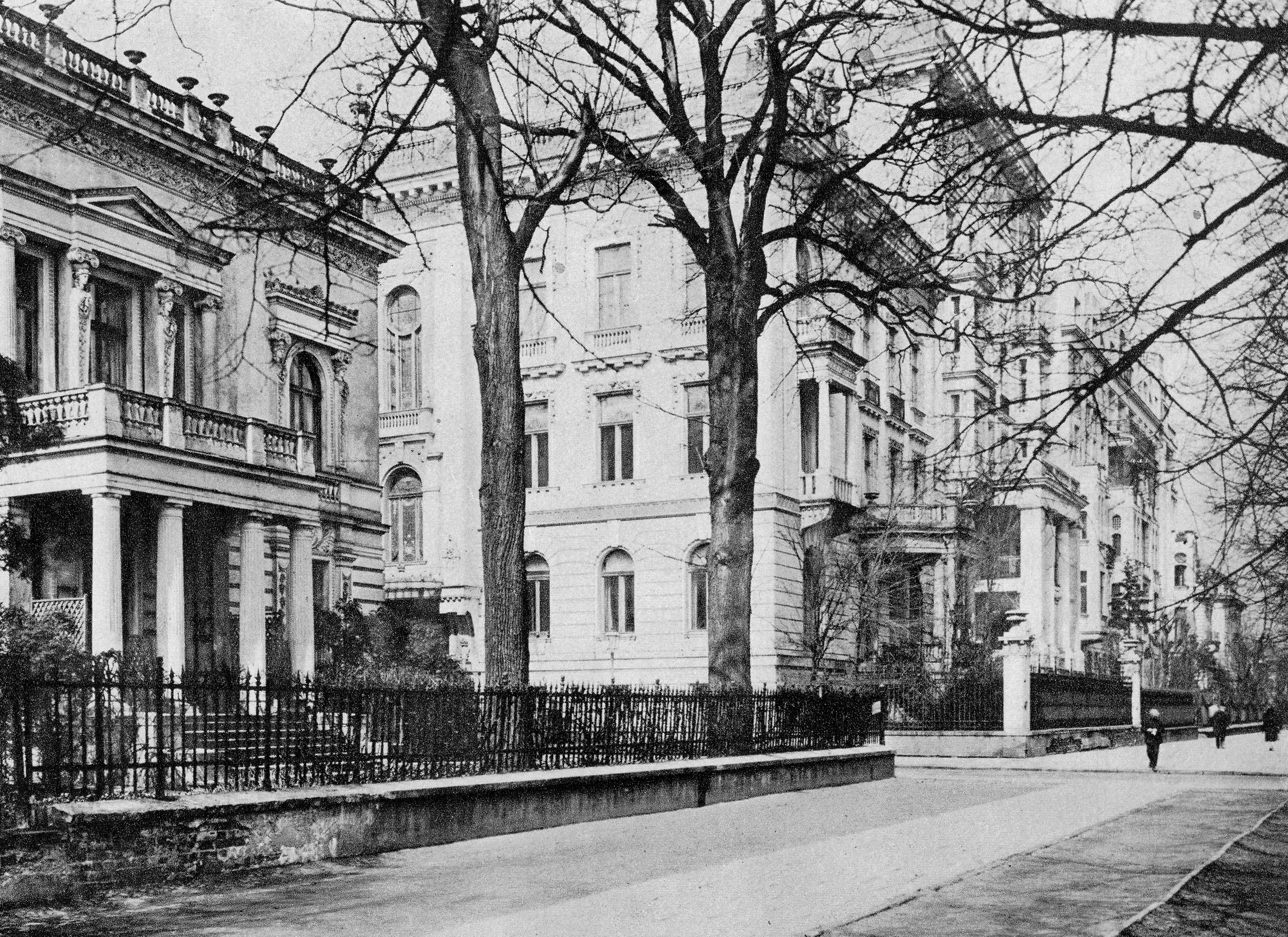
Aleje Ujazdowskie w Warszawie u wylotu alei Róż. Za drzewami widoczna narożna kamienica Mikołaja Szelechowa, w której mieszkał Franz Kutschera

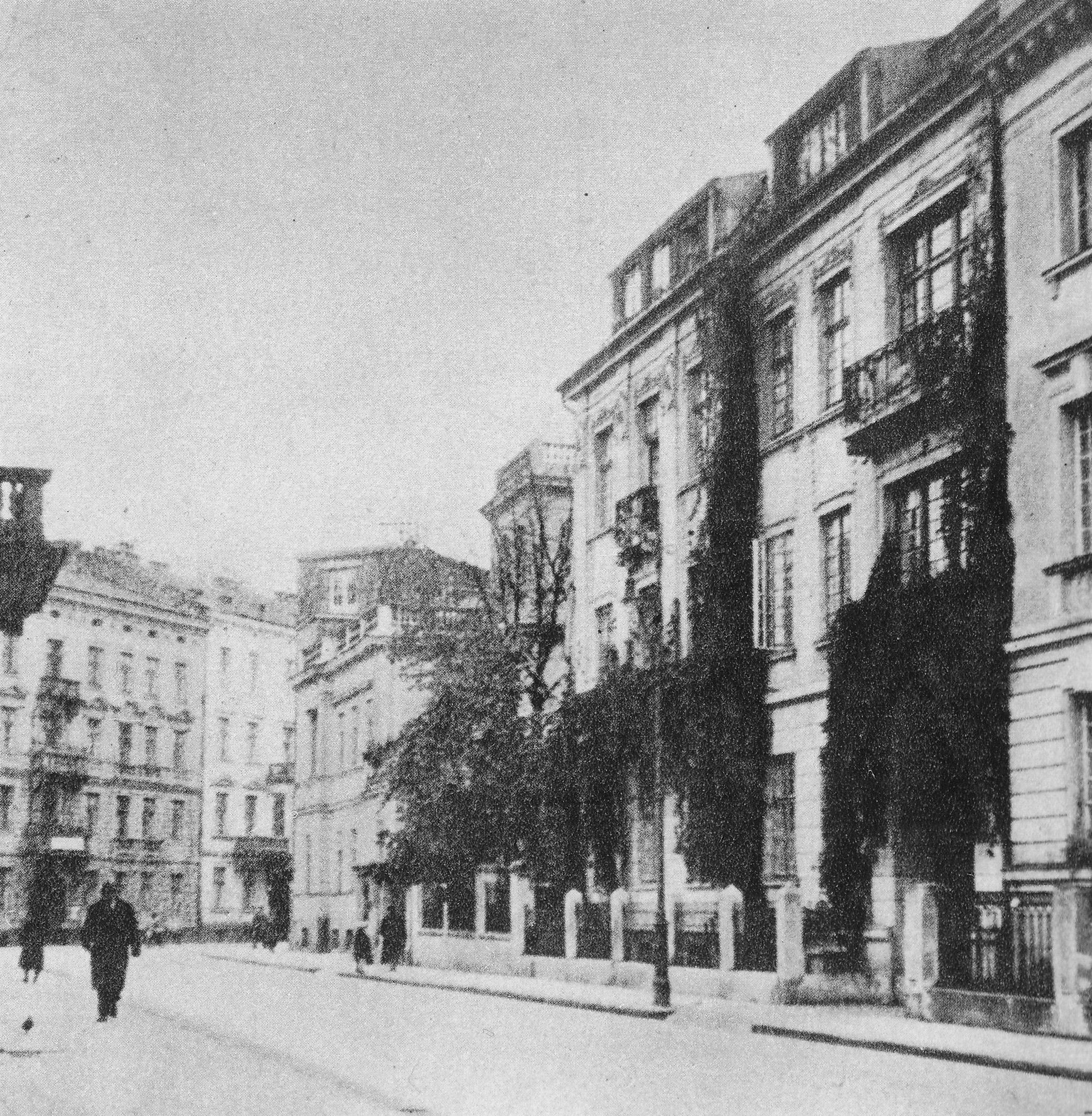
Zachodni odcinek alei Róż. Jedno z miejsc, gdzie od 27 grudnia 1943 do 20 stycznia 1944 prowadzili rozpoznanie Aleksander Kunicki „Rayski”, Anna Szarzyńska-Rewska „Hanka”, Maria Stypułkowska-Chojecka „Kama” i Elżbieta Dziębowska „Dewajtis”

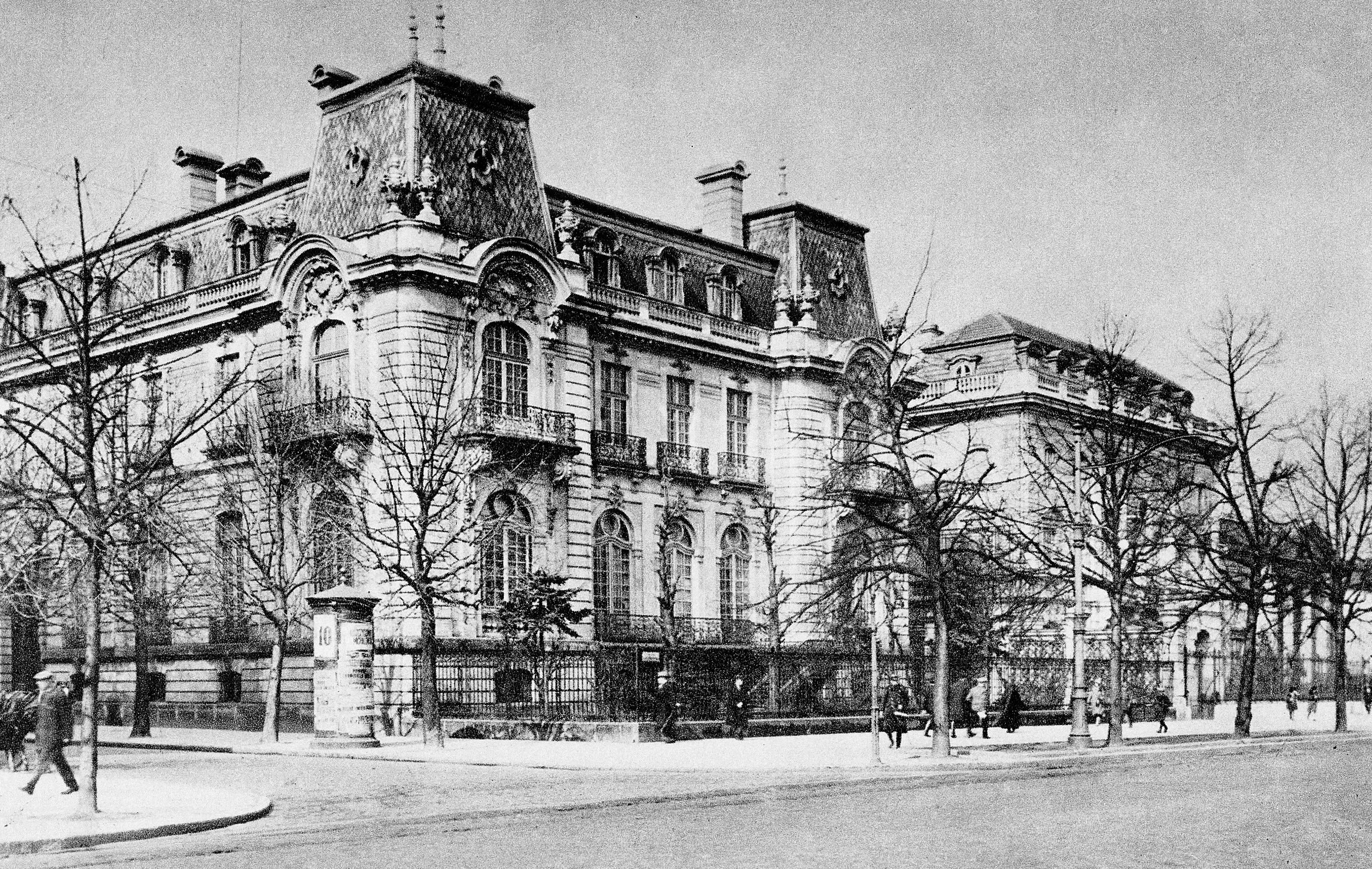
Aleje Ujazdowskie przy ul. Chopina. Na pierwszym planie nieistniejący obecnie pałacyk Rzyszczewskich (nr 21), w głębi willa Gawrońskich (nr 23), obserwowana przez zespół „Rayskiego”. Dzień po zamachu, 2 lutego 1944, w tym miejscu Niemcy dokonali egzekucji odwetowej na 100 Polakach

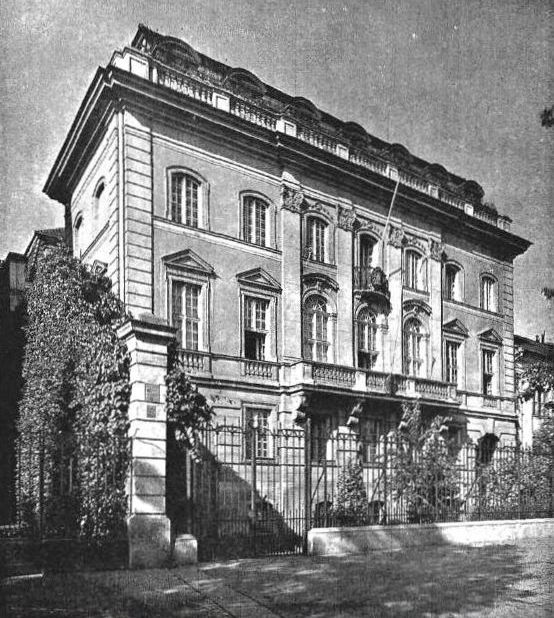
Willa Gawrońskich – w okresie okupacji siedziba Dowództwa SS i Policji na dystrykt warszawski. Miejsce pracy Franza Kutschery

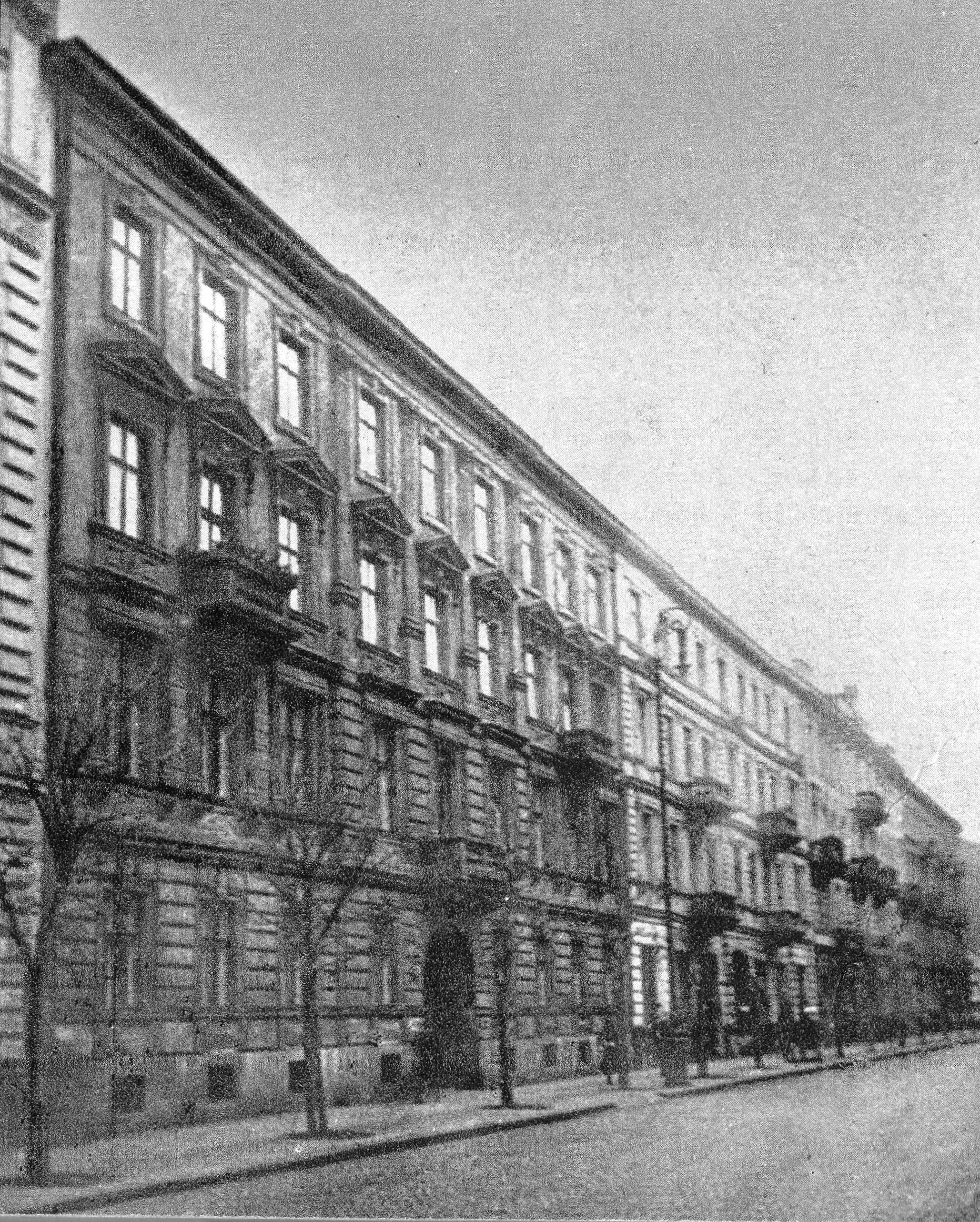
Ulica Krucza na odcinku pomiędzy ulicami Piusa XI (obecnie Piękna) i Wilczą, gdzie w dniu nieudanego wystawienia akcji 28 stycznia 1944 wieczorem niemiecka żandarmeria raniła Jana Kordulskiego „Żbika”

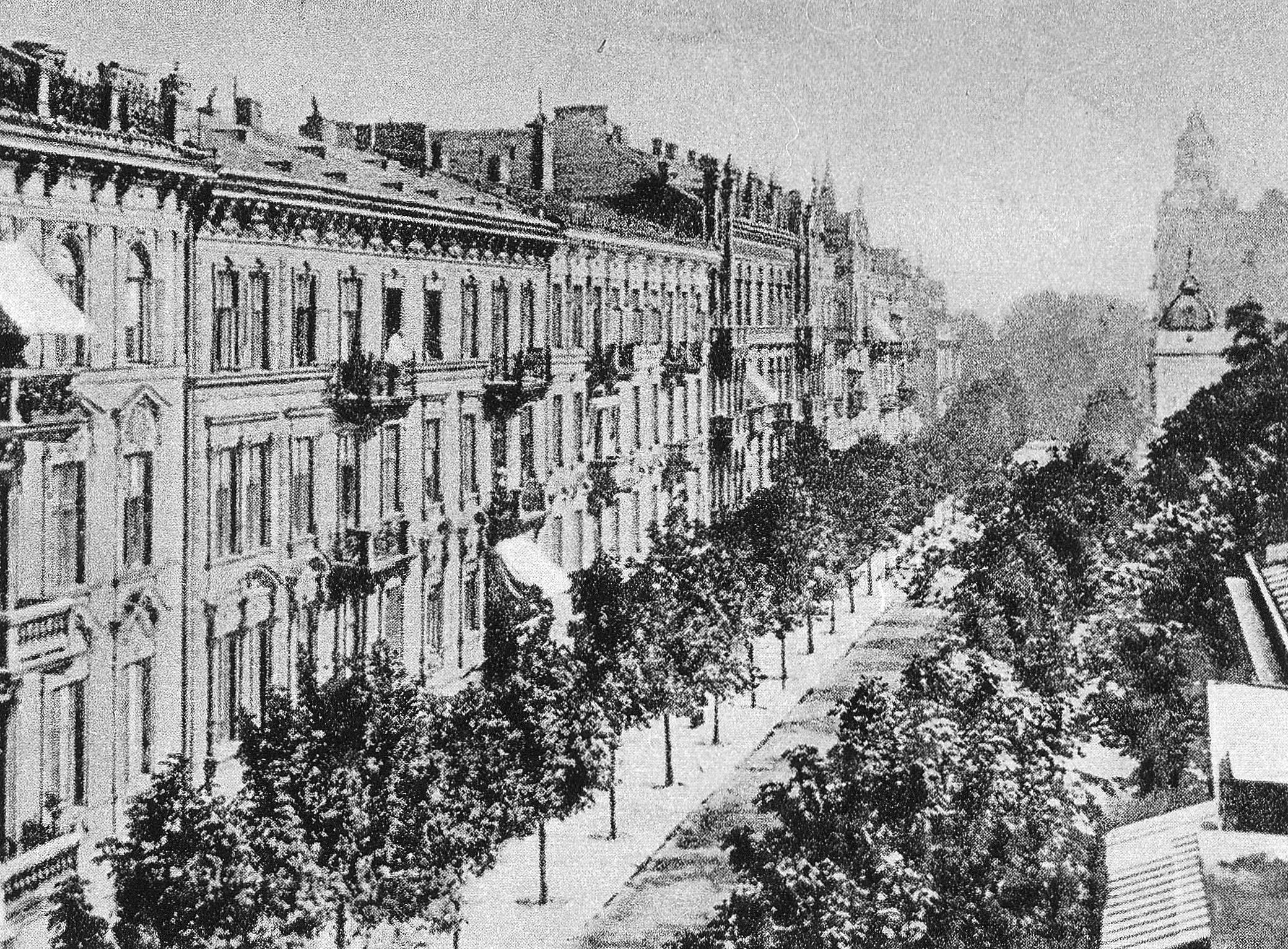
Ulica Chopina (w tamtym czasie – Szopena) przy Mokotowskiej, gdzie w samochodach czekali Bronisław Hellwig „Bruno” i Kazimierz Sott „Sokół”. Ulicą Chopina odbył się także odskok z miejsca akcji

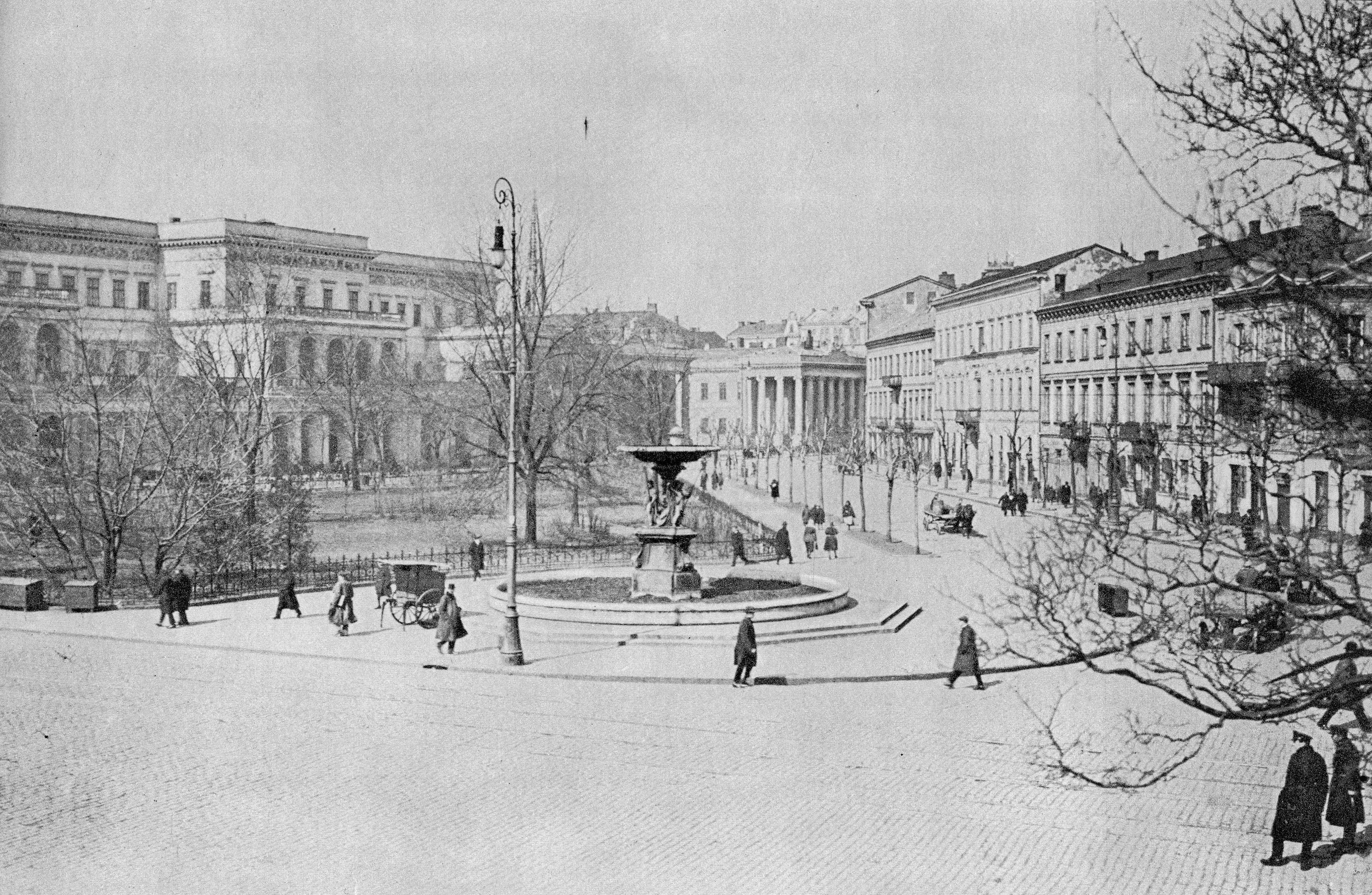
Plac Bankowy i nieistniejąca dzisiaj ulica Rymarska (po prawej) gdzie przed kawiarnią Melodia na samochód z rannymi żołnierzami „Pegaza” czekał Zbigniew Dworak „Dr Maks”

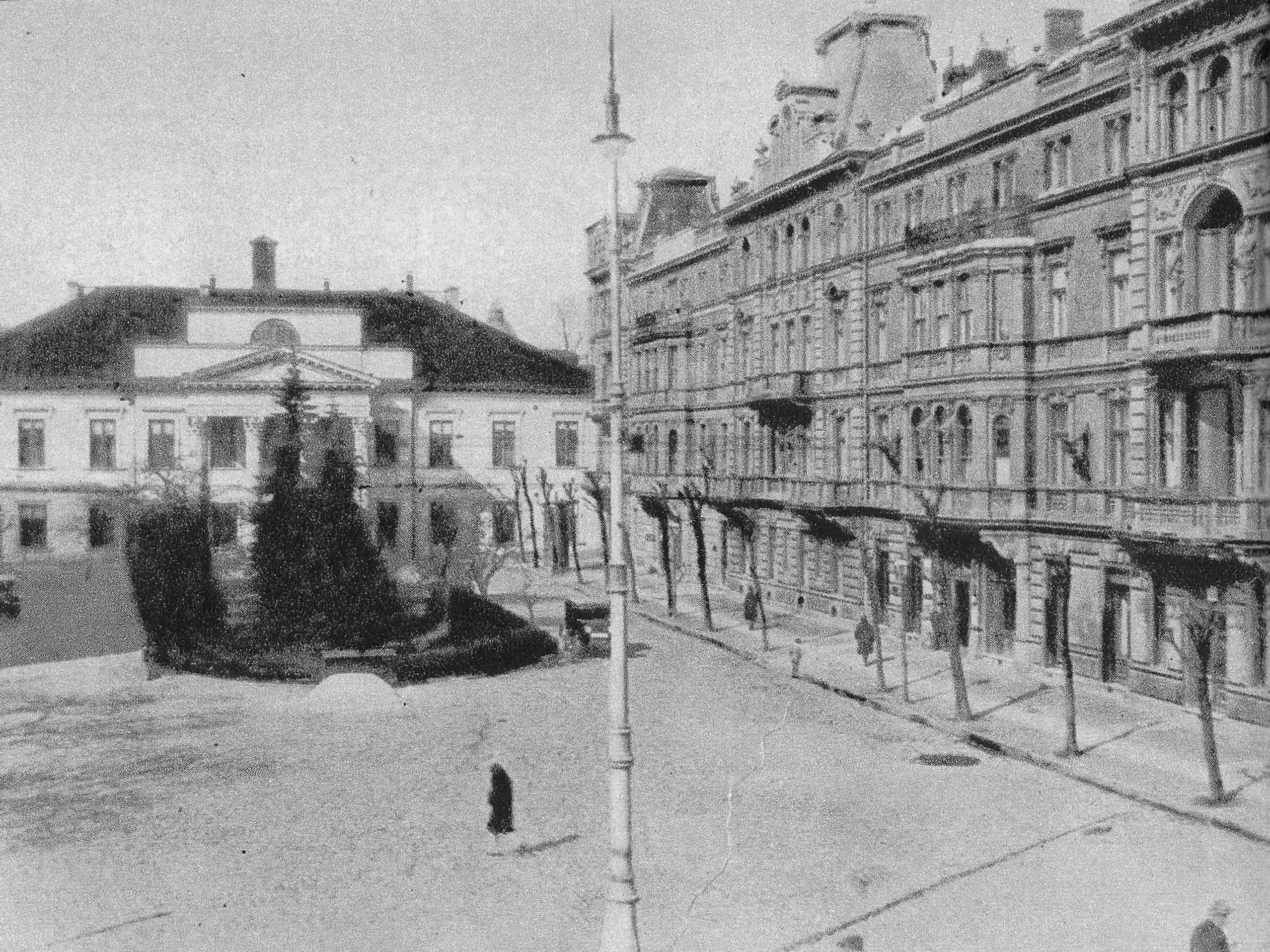
Pałac Mniszchów (po lewej), od września 1939 do sierpnia 1944 siedziba Szpitala Maltańskiego, do którego po akcji przywieziono rannych i udzielono pomocy Michałowi Issajewiczowi „Misiowi” i Henrykowi Humięckiemu „Olbrzymowi”. Do tego szpitala 2 lutego trafił i tam 6 lutego zmarł Marian Senger „Cichy”

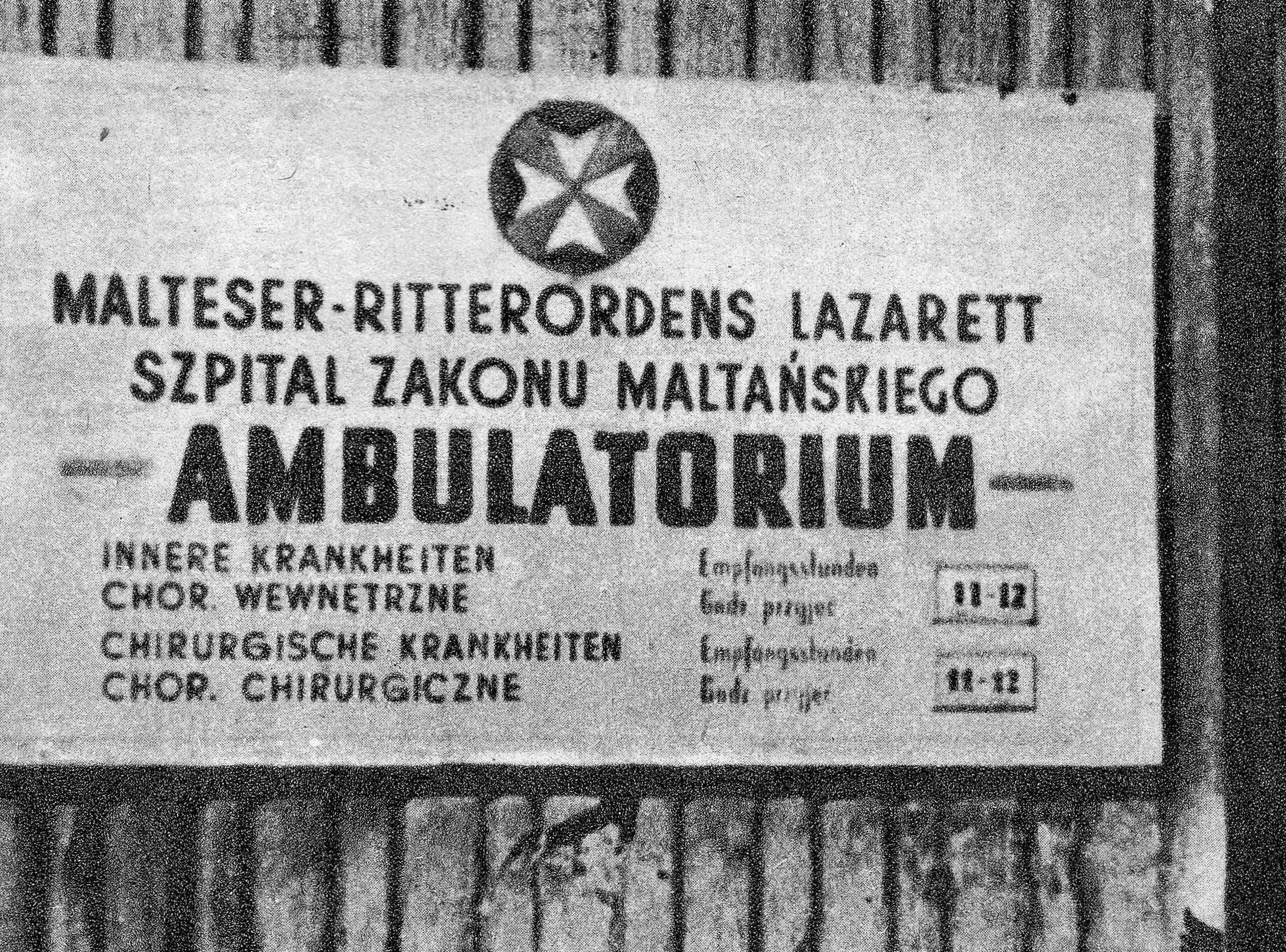
Tablica przy wejściu do Szpitala Maltańskiego

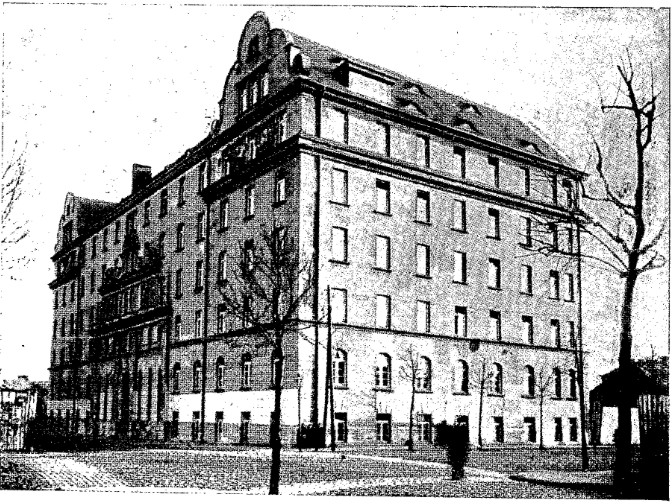
Gmach Żydowskiego Domu Akademickiego przy ul. Sierakowskiego 7, w okresie okupacji tymczasowa siedziba Szpitala Przemienienia Pańskiego. Tutaj 1 lutego 1944 operowano „Lota” i „Cichego”

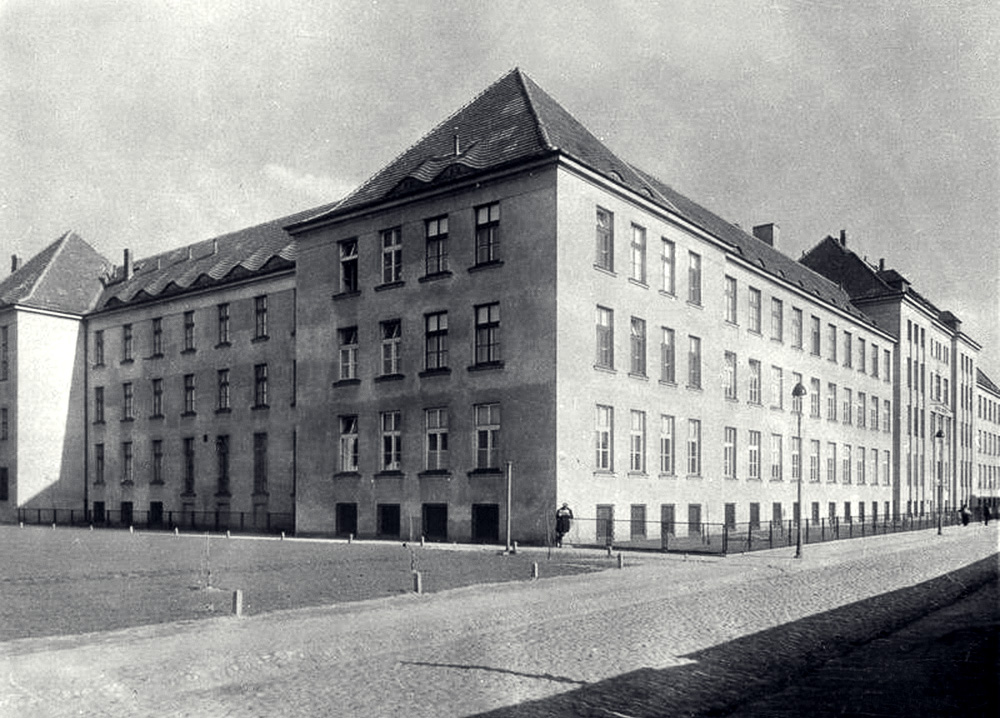
Gmach dawnego Szpitala Wolskiego (obecnie siedziba Instytutu Gruźlicy i Chorób Płuc) przy ul. Płockiej 26, w którym 4 lutego 1944 zmarł Bronisław Pietraszewicz „Lot”

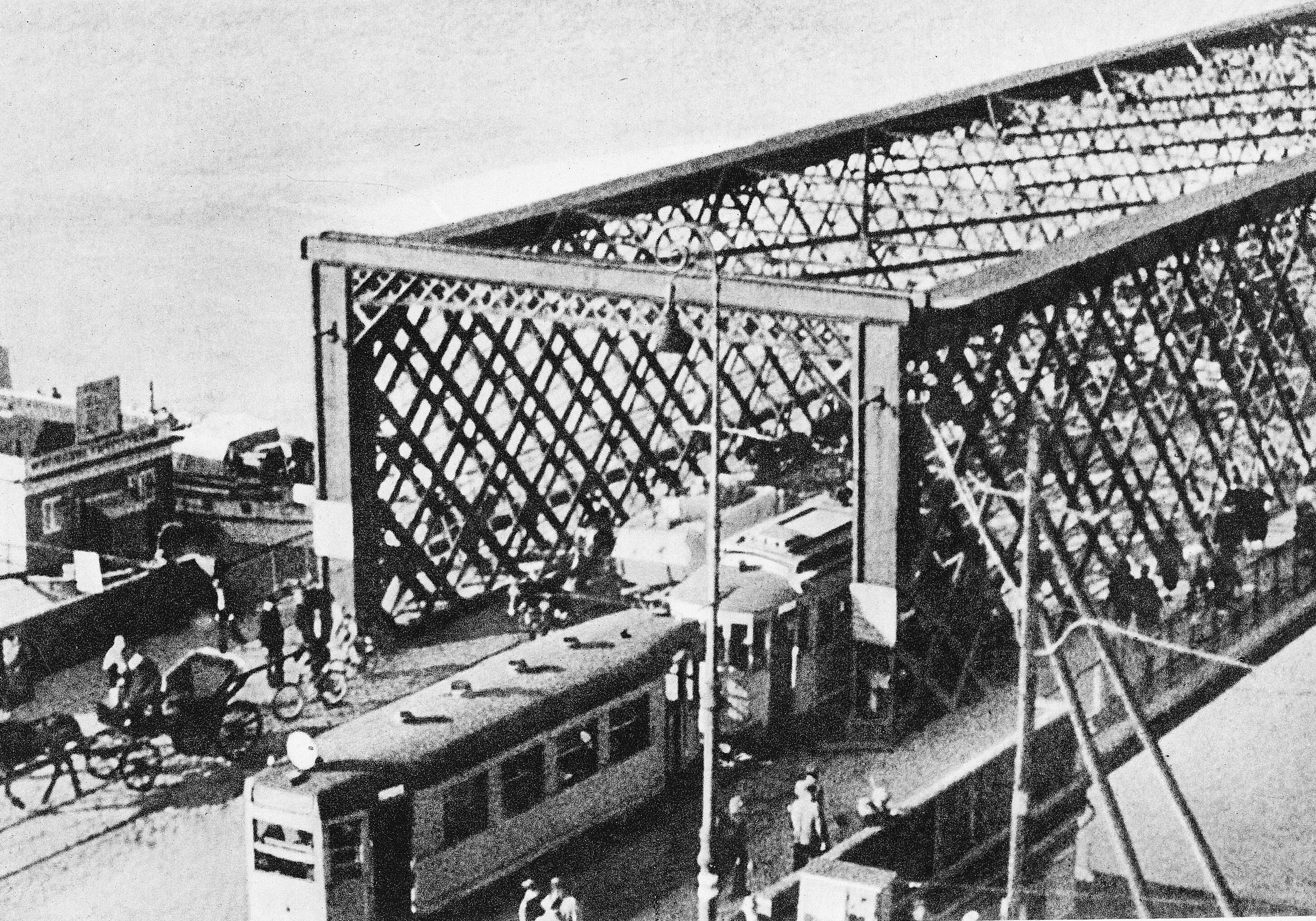
Wjazd na most Kierbedzia od strony Starego Miasta. Niemiecka blokada w tym miejscu odcięła żołnierzom „Pegaza” drogę powrotną do Śródmieścia, zmuszając „Juna” i „Sokoła” do zawrócenia na Pragę

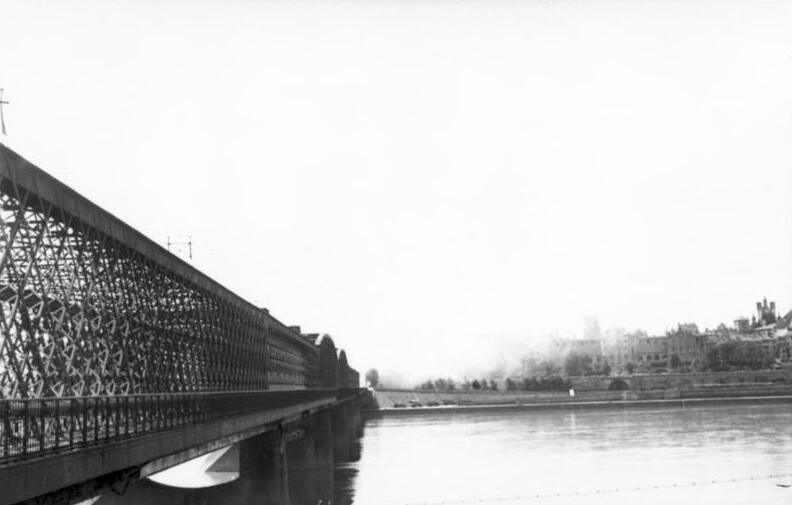
Most Kierbedzia widziany od strony Pragi. Stąd skoczyli do Wisły „Juno” i „Sokół”

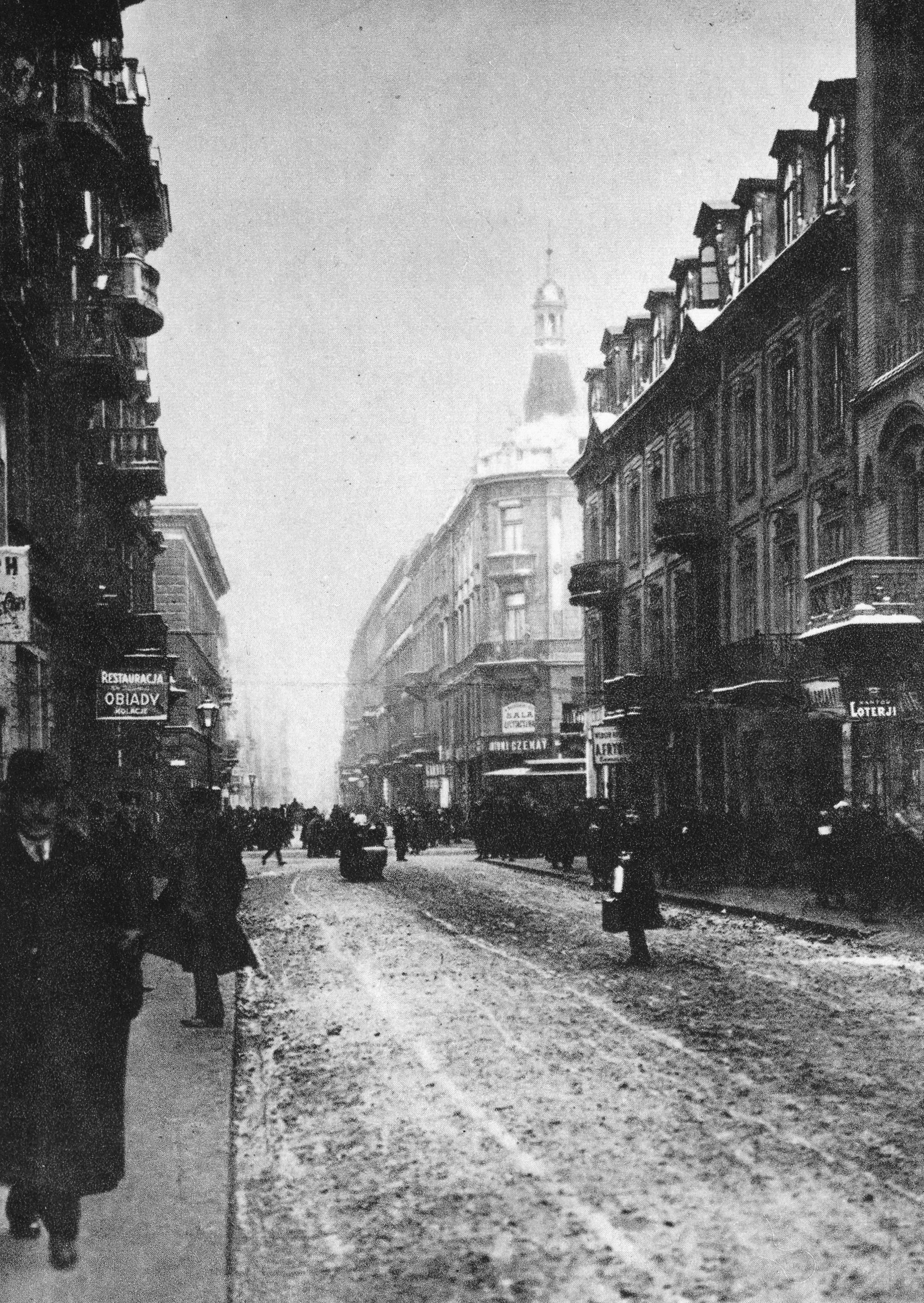
Ulica Chmielna przy Zielnej, widok w kierunku skrzyżowania z ul. Marszałkowską. Kilka budynków dalej (fotografia została wykonana pomiędzy kamienicami nr 46 i 43), pod nr 34, mieściła się klinika ginekologiczno-położnicza dra Henryka Webera, do której 2 lutego przywieziono „Lota” i „Cichego” odbitych ze Szpitala Przemienienia Pańskiego

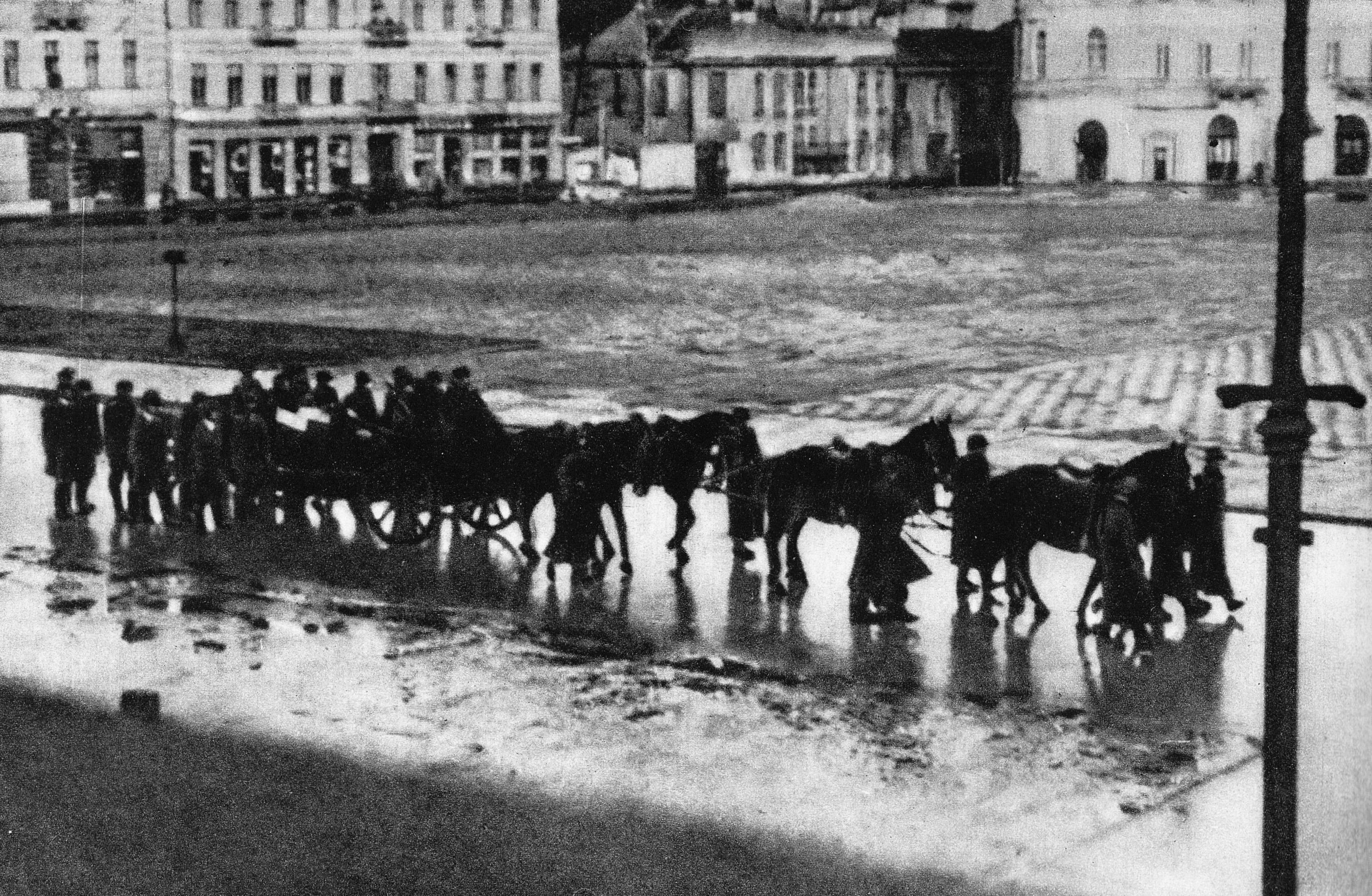
Kondukt pogrzebowy z trumną Franza Kutschery przechodzący placem Piłsudskiego (ówczesnym Adolf-Hitler-Platz). Fotografia wykonana z pałacu Saskiego

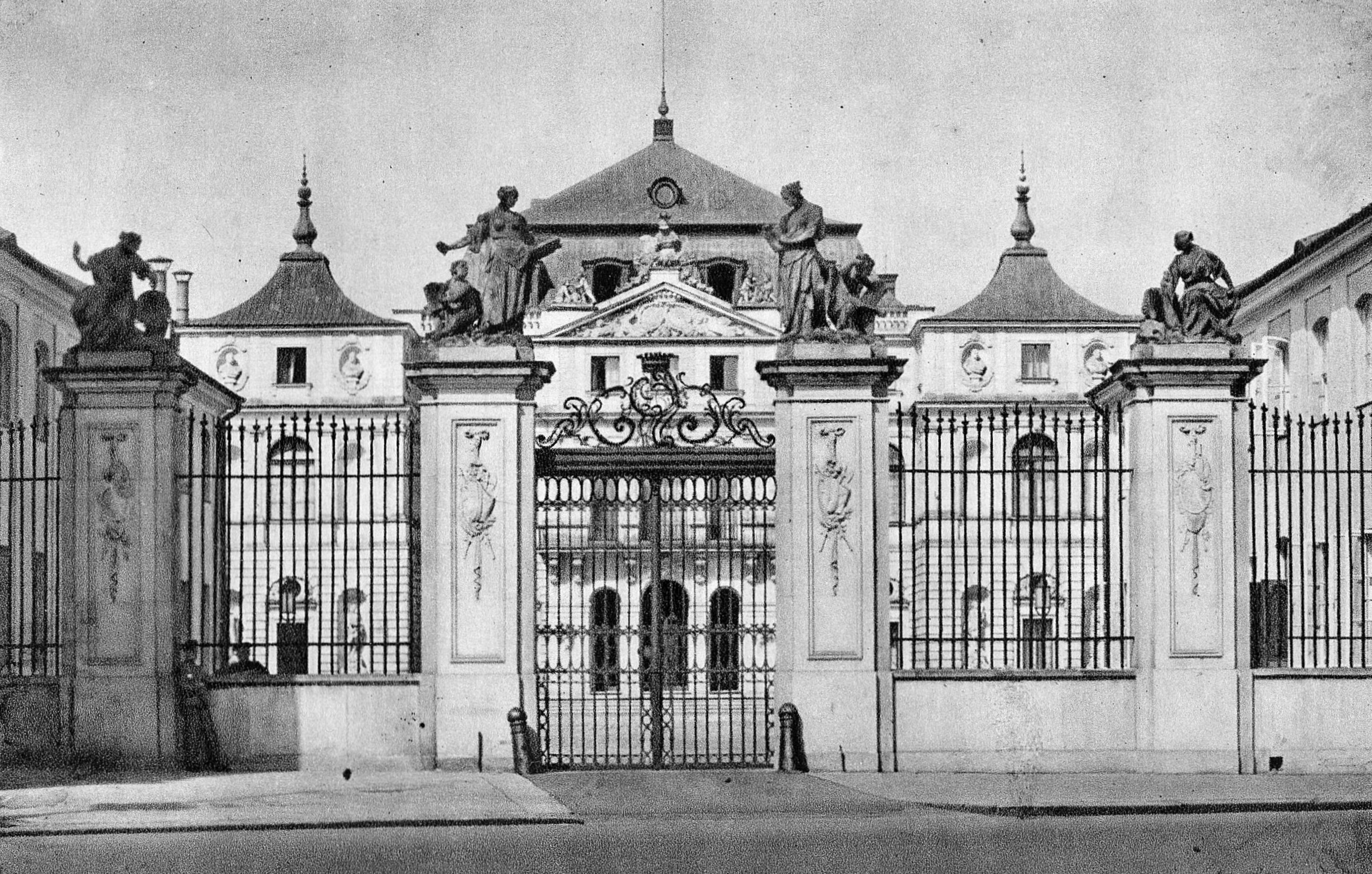
Nieistniejący obecnie Pałac Brühla, oficjalna siedziba gubernatora dystryktu warszawskiego, w którym odbyła się ceremonia pogrzebowa Kutschery

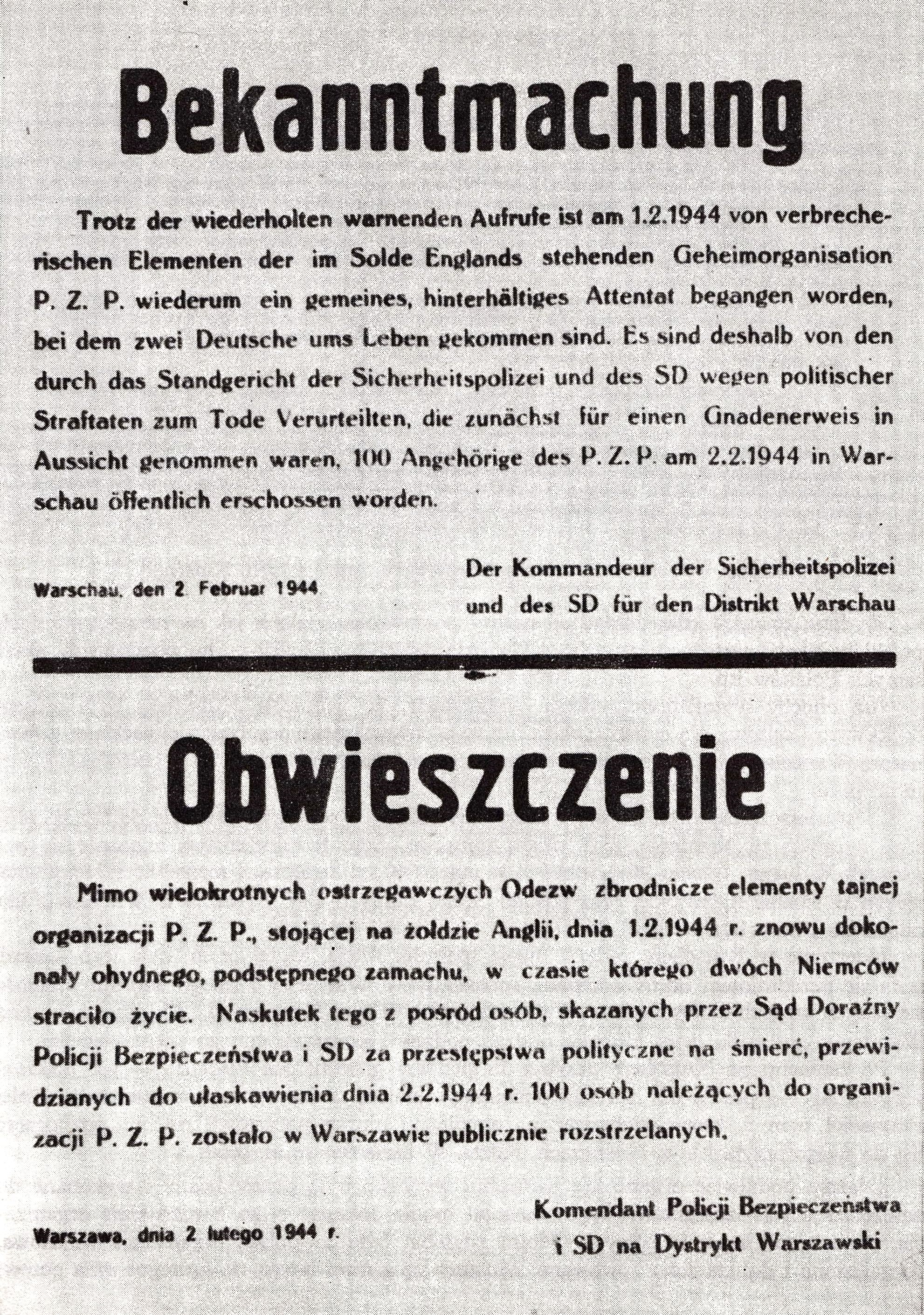
Obwieszczenie z 2 lutego 1944 informujące o straceniu 100 polskich zakładników. Drugim wspomnianym w treści obwieszczenia Niemcem był najprawdopodobniej kierownik wydziału ds. przemysłu metalowego warszawskiego Arbeitsamtu (Urzędu Pracy) Willi Lübbert, na którym wyrok również wykonano 1 lutego 1944

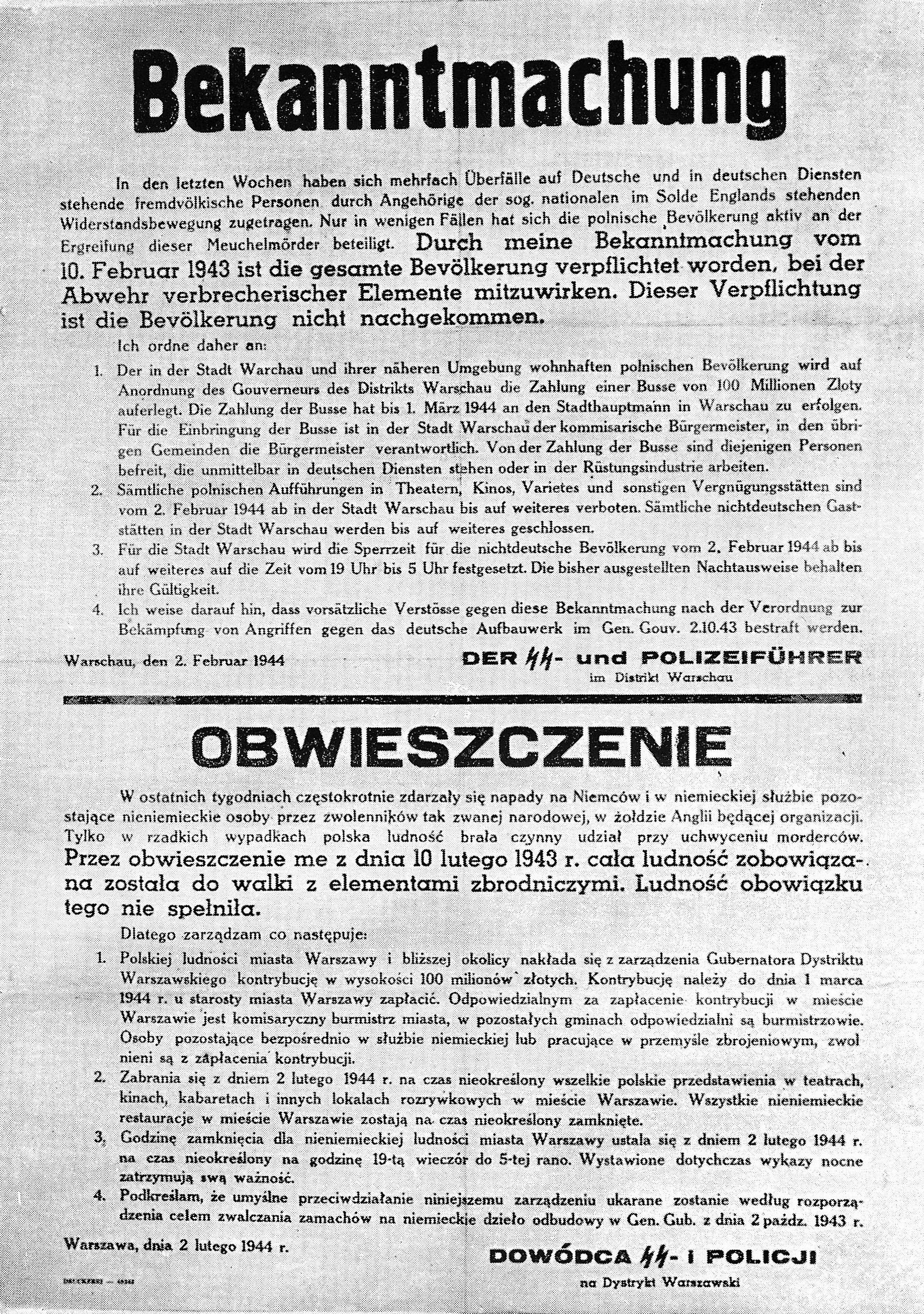
Obwieszczenie z 2 lutego 1944 m.in. o nałożeniu kontrybucji na mieszkańców aglomeracji warszawskiej w wysokości 100 mln złotych. Dokument podpisano fikcyjnie nazwą stanowiska nieżyjącego Kutschery

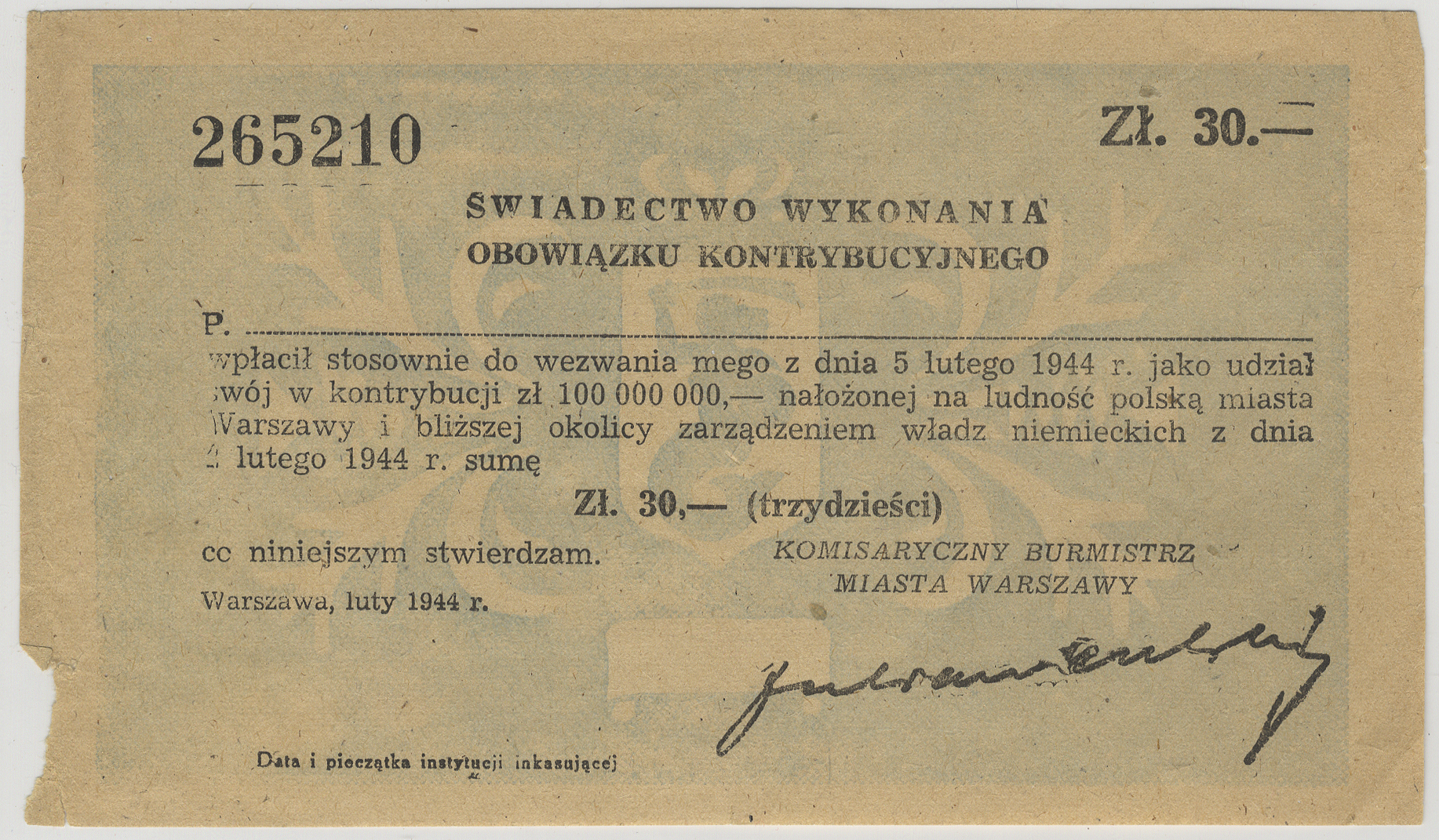
Blankiet zaświadczenia o wywiązaniu się z obowiązku kontrybucyjnego w wysokości 30 zł przez mieszkańca Warszawy

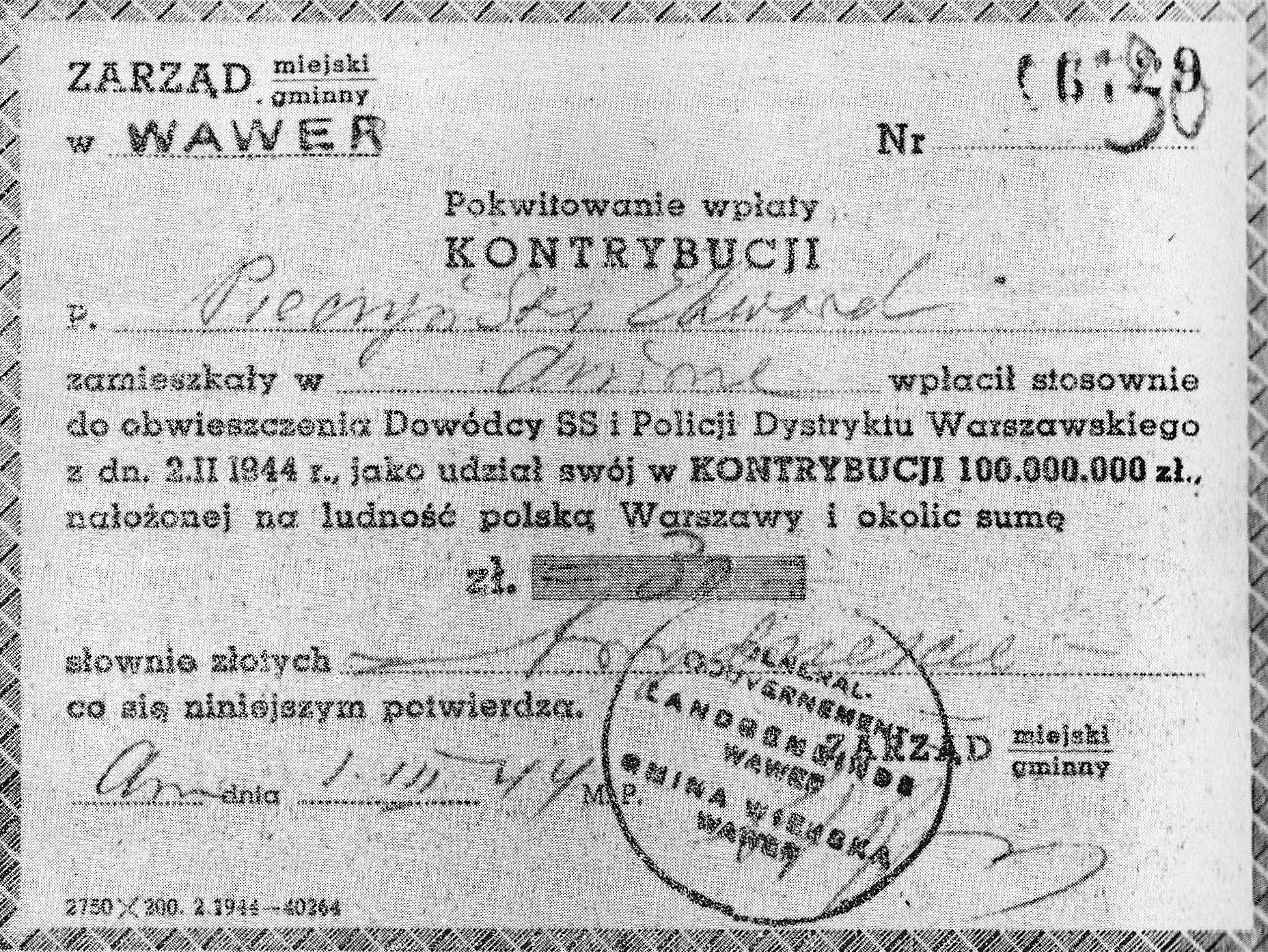
Pokwitowanie wpłaty kontrybucji w wysokości 30 zł przez mieszkańca gminy Wawer

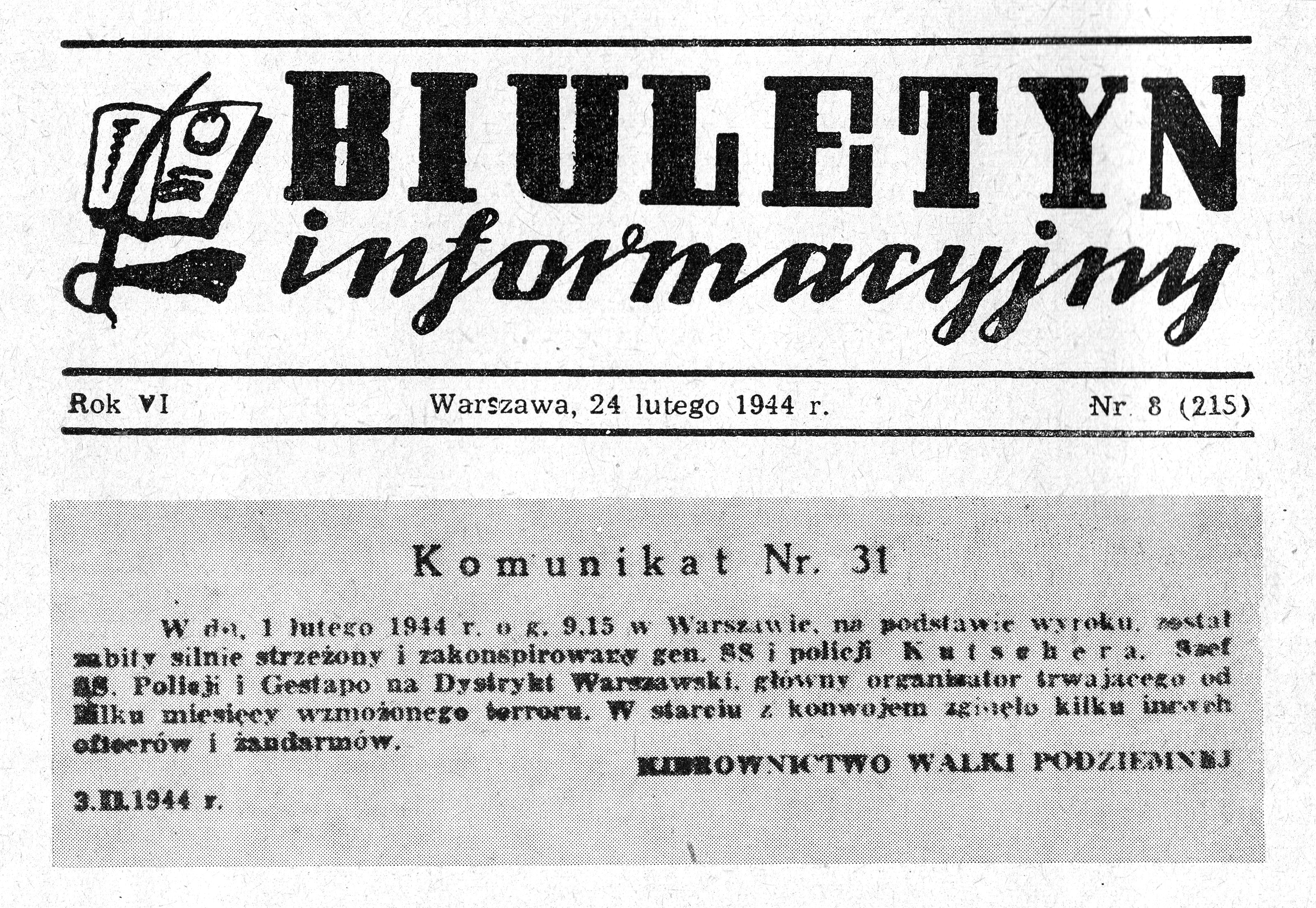
Informacja Kierownictwa Walki Podziemnej o wykonaniu wyroku na Franzu Kutscherze zamieszczona na pierwszej stronie „Biuletynu Informacyjnego” z 24 lutego 1944

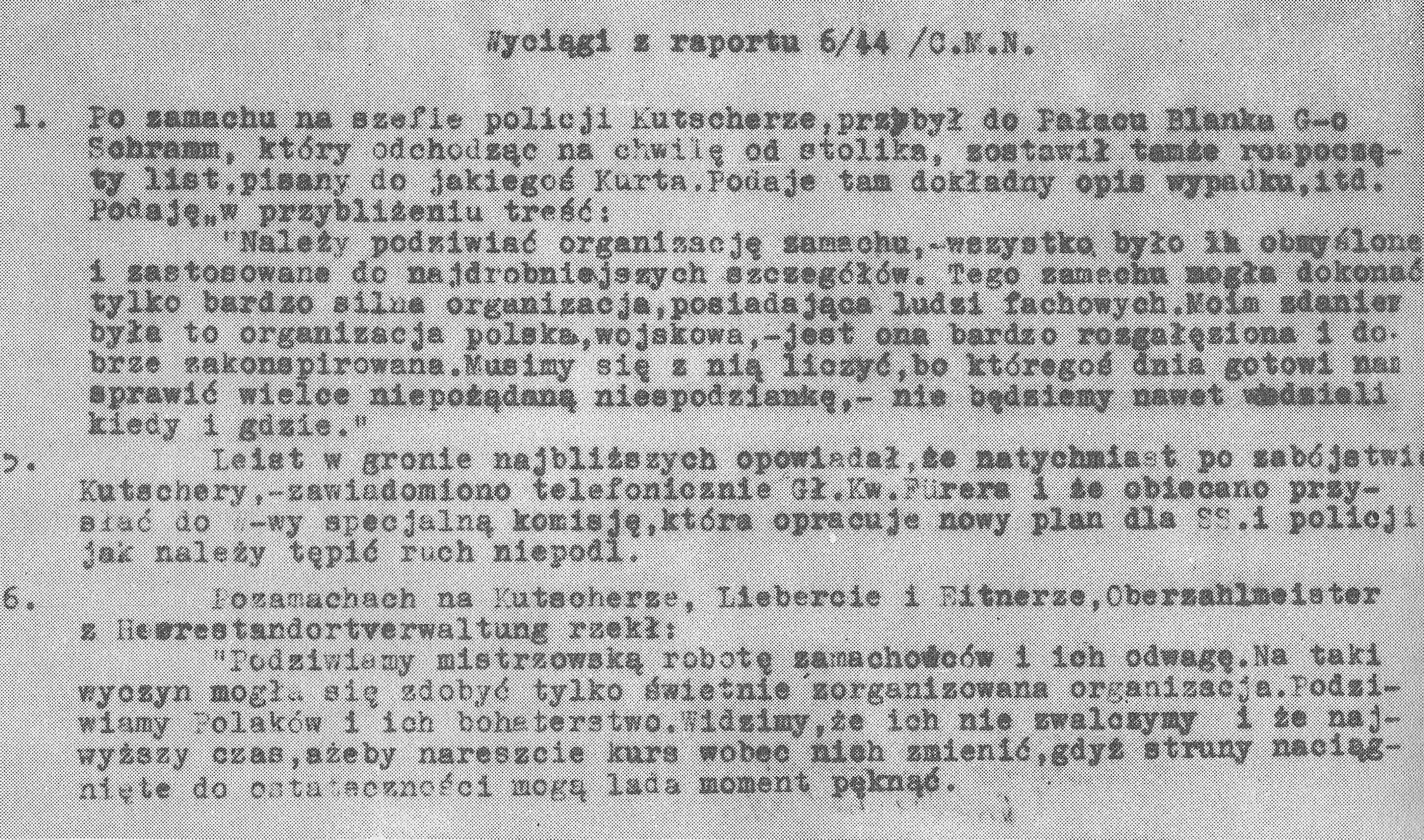
Fragment raportu Armii Krajowej mówiący o reakcjach Niemców po zamachu na Kutscherę

Akcja „Kutschera” – udany zamach żołnierzy oddziału specjalnego Kedywu Komendy Głównej AK „Pegaz” na dowódcę SS i Policji na dystrykt warszawski Generalnego Gubernatorstwa Franza Kutscherę, dokonany 1 lutego 1944 w Alejach Ujazdowskich w Warszawie.
Operacja była najważniejszą zakończoną sukcesem akcją bojową wymierzoną w wysokiego funkcjonariusza niemieckiego aparatu terroru, która została przeprowadzona przez Armię Krajową w czasie II wojny światowej na terenie Generalnego Gubernatorstwa.

## Geneza akcji
Austriak SS-Brigadeführer i Generalmajor policji Franz Kutschera objął stanowisko dowódcy SS i Policji w dystrykcie warszawskim – zajmowane poprzednio przez Jürgena Stroopa – 25 września 1943. Podczas służby w Czechosłowacji, Jugosławii, Holandii i na terenie Związku Radzieckiego dał się poznać jako inicjator i organizator wielu pacyfikacji i mordów. Do Warszawy został przeniesiony rozkazem Heinricha Himmlera z Mohylewa.
W mieście i na terenie podległego mu dystryktu Kutschera wprowadził niespotykany wcześniej terror, którego celem było zastraszenie ludności cywilnej i sparaliżowanie działalności polskiego ruchu oporu. Na podstawie nowo wydanego rozporządzenia Hansa Franka z 2 października 1943 O zwalczaniu zamachów na niemieckie dzieło odbudowy w Generalnym Gubernatorstwie, za śmierć każdego Niemca lub akcję ruchu oporu rozstrzeliwano w trybie doraźnym „odpowiednią liczbę Polaków”.
W październiku 1943 Warszawie rozpoczęły się łapanki przeprowadzane prawie każdego dnia, często w sposób bardzo brutalny, przez Schutzpolizei i SS, często z udziałem żołnierzy Wehrmachtu i Luftwaffe. Zatrzymane osoby były zwykle przewożone na Pawiak, skąd trafiały do obozów koncentracyjnych lub były rozstrzeliwane w różnych punktach Warszawy. Rozporządzenie Franka uprościło bowiem procedurę karną, zezwalając sądom doraźnym Policji Bezpieczeństwa na natychmiastowe orzekanie kary śmierci – bez udziału oskarżonego i bez postępowania sądowego.
Ogółem od 16 października 1943 do 16 lutego 1944 w 35 publicznych egzekucjach na ulicach Warszawy oficjalnie rozstrzelano (była to łączna liczba nazwisk na niemieckich obwieszczeniach) 1763 osoby. Ponieważ jednak w tym samym czasie dokonywano także egzekucji niejawnych, głównie w ruinach warszawskiego getta, rzeczywista liczba ofiar sięgnęła ok. 5 tysięcy.
Informacje o rozstrzeliwaniach, dokonywanych na podstawie doraźnych wyroków, umieszczano od razu na plakatach. Obwieszczenia te sygnowano wyłącznie nazwą stanowiska: „Dowódca SS i Policji na Dystrykt Warszawski” bez podania nazwiska.
W listopadzie 1943 Kierownictwo Walki Podziemnej wydało na niemieckiego dygnitarza wyrok śmierci, umieszczając go jednocześnie na jednym z pierwszych miejsc celów akcji „Główki”. Wykonanie wyroku powierzono dowódcy Kedywu płk. Augustowi Fieldorfowi „Nilowi”.

## Rozpoznanie
Na trop Kutschery i jego miejsca zamieszkania wywiad Armii Krajowej wpadł przypadkiem. Szef komórki wywiadu „Agatu” (w styczniu 1944 nazwę oddziału zmieniono na „Pegaz”) Aleksander Kunicki „Rayski” często przebywał w tamtym czasie w dzielnicy policyjnej. W grudniu 1943, jeszcze przed wydaniem rozkazu przygotowania akcji likwidacyjnej, Kunicki postanowił z własnej inicjatywy dowiedzieć się więcej o dowódcy SS. Dysponował w tym czasie tylko podstawowymi informacjami o Kutscherze: znał jego nazwisko, stopień wojskowy, wiedział, że jest człowiekiem stosunkowo młodym, i pracuje w siedzibie dowódcy SS i Policji na dystrykt warszawski mieszczącej się w willi Gawrońskich – przedwojennej siedzibie Poselstwa Holenderskiego – w Alejach Ujazdowskich 23.
Kunicki postanowił zacząć od dwóch rzeczy: zidentyfikowania generała i ustalenia, gdzie mieszka. W tym celu pomiędzy 8 a 9 rano, kiedy większość wysokich funkcjonariuszy SS i policji w Warszawie rozpoczynała pracę, zaczął obserwować budynek, w którym urzędował Kutschera, z przystanku tramwajowego przy skrzyżowaniu Alej Ujazdowskich i ulicy Piusa XI (obecnie ulica Piękna). Pierwszego dnia obserwacji zauważył ciemnostalową limuzynę Opel Admiral wjeżdżającą na podjazd budynku. Na miejscu obok kierowcy siedział nieznajomy oficer w skórzanym płaszczu. Następnego dnia samochód pojawił się znowu i Kunickiemu udało się zapamiętać jego numery rejestracyjne: SS-20795. Odniósł także wrażenie, że auto wyjechało z alei Róż. Zaintrygowany, następnego dnia przesunął swój punkt obserwacyjny na kolejny przystanek tramwajowy znajdujący się przy placu na Rozdrożu. Stąd zobaczył znajome auto, wyjeżdżające z alei Róż. Wkrótce ustalił, że oficer mieszka w narożnej kamienicy Mikołaja Szelechowa (nr 2), a przed budynkiem pełnił straż umundurowany wartownik z pistoletem maszynowym.
Obserwacje prowadzone w trzech kolejnych dniach potwierdziły regularność porannych przejazdów nieznanego oficera z kamienicy Szelechowa do siedziby dowódcy SS i Policji. 17 grudnia Kunicki zameldował o wynikach swego wstępnego rozpoznania dowódcy „Agatu” Adamowi Borysowi „Pługowi”, a ten szefowi Kedywu płk. Augustowi Fieldorfowi „Nilowi”. Na odbywającej się wkrótce po tym odprawie dowódców oddziałów dywersyjnych Kedywu Fieldorf poinformował o wyroku śmierci wydanym przez Kierownictwo Walki Podziemnej na Kutscherę, wyznaczając na jego wykonawcę „Agat”. 24 grudnia Kunicki otrzymał rozkaz o kontynuowaniu działań wywiadowczych, przede wszystkim w celu potwierdzenia tożsamości niemieckiego oficera oraz rozpoznania ochrony willi Gawrońskich.
Rozpoznanie trwało od 27 grudnia 1943 do 20 stycznia 1944. Początkowo prowadzono je dwa razy dziennie: rano między 8 a 10, kiedy niemiecki oficer jechał do pracy, oraz po południu między 12.30 a 14, kiedy wracał do domu. Okazało się jednak, że godziny jego powrotu cechuje duża nieregularność, i popołudniowego rozpoznania zaniechano. Oprócz Kunickiego w obserwacji uczestniczyli: Anna Szarzyńska-Rewska „Hanka”, Ludwik Żurek „Żak”, Maria Stypułkowska-Chojecka „Kama” i Elżbieta Dziębowska „Dewajtis”.
„Hanka”, „Kama” i „Dewajtis” prowadziły obserwację we trójkę, zmieniając się co 10–15 minut na dwóch stanowiskach: przy kamienicy w al. Róż oraz w pobliżu siedziby Dowództwa SS i Policji (trzecia wywiadowczyni w tym czasie przebywała na którejś z bocznych ulic). Kamienica Szelechowa, w której mieszkał Kutschera, była obserwowana od strony ul. Koszykowej, z bram sąsiednich budynków, zamieszkałych w większości przez cywilnych Niemców, oraz znajdującego się po drugiej stronie Alej parku Ujazdowskiego. Z kolei willa Gawrońskich – ze znajdującego się vis-à-vis budynku po przeciwnej stronie ulicy przystanku tramwajowego, skąd odjeżdżały tramwaje w kierunku placu Trzech Krzyży, oraz podczas spacerowania Alejami Ujazdowskimi. „Rayski” prowadził rozpoznanie terenu przyszłej akcji w tym samym czasie, sprawdzając jednocześnie, czy żadna z trzech Polek nie zwróciła swoim zachowaniem niczyjej uwagi i czy sama nie jest śledzona przez cywilnych niemieckich agentów.
W niemieckim biurze meldunkowym „Żakowi”, który był pracownikiem polskiej policji kryminalnej i miał ułatwiony dostęp do urzędowych rejestrów, udało się ustalić, że Franz Kutschera mieszka pod adresem al. Róż 2, a w tym budynku mieszkał tylko jeden generał. W jego identyfikacji pomógł przypadek: „Rayski” i „Kama” przechodzili aleją Róż w momencie, kiedy pod kamienicę Szelechowa podjechał śledzony Opel Admiral. Z auta wysiadł znajomy oficer w rozpiętym płaszczu, pod którym szef wywiadu „Agatu” dostrzegł generalskie dystynkcje.
Wkrótce wywiad Komendy Głównej AK zdobył zdjęcie Franza Kutschery, na którym Kunicki i Żurek rozpoznali śledzonego przez siebie oficera. Fotografia została prawdopodobnie zdobyta przez jednego z członków polskiego ruchu oporu w laboratorium fotograficznym SD.
W toku śledztwa zgromadzono wiele istotnych dla planowanej akcji szczegółów. Kunicki ze swoim zespołem zauważyli, że limuzyna Opel Admiral (sporadycznie był to inny samochód) przyjeżdżała pod kamienicę Szelechowa krótko przed 9 rano i czekała pod bramą ok. 5–10 minut. Auto przyjeżdżało zwykle od strony Alej Ujazdowskich, sporadycznie od strony ul. Koszykowej. Kutscherze, który zawsze zajmował miejsce obok kierowcy, zazwyczaj towarzyszył jeszcze jeden oficer, zawsze ten sam, który zajmował miejsce na tylnym siedzeniu. Był nim prawdopodobnie adiutant generała. Na miejscu auto nigdy nie zatrzymywało się przed siedzibą Dowództwa SS i Policji, tylko wjeżdżało na dziedziniec. Przez cały okres obserwacji Kutschera zawsze udawał się z domu do biura – ani razu nie pojechał w inne miejsce na terenie miasta.
„Żakowi”, pod pretekstem śledztwa prowadzonego w sprawie pobicia się pod budynkiem SS dwóch volksdeutschów, udało się także wejść do siedziby Dowództwa SS i Policji i ustalić, że budynek był ochraniany przez ośmiu żandarmów, z których jeden pełnił wartę przy bramie wjazdowej. W wartowni, która znajdowała się w suterenie, znajdowały się prycze, co wskazywało na stałą ochronę budynku. Niemcy byli uzbrojeni w pistolety – zwykłe i maszynowe – oraz granaty.

## Przygotowania
21 stycznia rozkaz wykonania wyroku otrzymał dowódca I plutonu „Agatu” („Pegaza”) Bronisław Pietraszewicz „Lot”. Przystąpił on do opracowania szczegółowego planu akcji, który następnie przeanalizowali wszyscy jej uczestnicy, zgłaszając swoje uwagi.
Nieregularność godzin powrotu Kutschery do domu wykluczyła przeprowadzenie akcji po południu. Postanowiono przeprowadzić ją w godzinach rannych, kiedy ok. godz. 9:00 w drodze do pracy generał będzie przejeżdżał krótki odcinek Alej Ujazdowskich do siedziby Dowództwa Policji i SS. Odmierzona krokami odległość pomiędzy tymi dwoma budynkami wynosiła tylko 140 metrów. Z powodu niewielkiego ruchu przechodniów oraz bliskiej odległości od siedzib Gestapo i Ordnungspolizei w alei J. Ch. Szucha oraz Kriminalpolizei (Kripo) w Alejach Ujazdowskich 7/9 zrezygnowano z przeprowadzenia zamachu przed domem Kutschery w al. Róż 2. Z kolei przeprowadzenie ataku pod siedzibą SS – co zaproponował „Lot” – wiązało się ze zwiększonym ryzykiem strat w przypadku przedłużającej się walki z ochroną pałacyku oraz spieszącymi jej z pomocą żołnierzami niemieckimi i policją, stacjonującymi w tej części miasta (m.in. dwa bataliony policji były skoszarowane w domu poselskim przy ul. Wiejskiej), a także stałymi patrolami pieszymi i zmotoryzowanymi oraz agentami niemieckiej służby bezpieczeństwa stale przemierzającymi trasę aleja Szucha – plac Trzech Krzyży. Tam Kutschera mógł też łatwiej przedostać się do budynku i zniknąć z pola ostrzału. Samochód z generałem musiał być zatem zatrzymany i zablokowany jeszcze na jezdni Alej Ujazdowskich, przed wykonaniem manewru skrętu w lewo i przejechaniem przez tory tramwajowe, chodnik i dalej, za ogrodzenie siedziby Dowództwa SS.
„Lot” dobierał wykonawców akcji bardzo starannie. Grupa miała liczyć 11 osób. Większość z nich znała się jeszcze z działalności w organizacji samokształceniowej „PET”, której członkowie – wśród nich Bronisław Pietraszewicz – w 1943 weszli w skład „Agatu”, tworząc jego I pluton. Jego członkowie wywodzili się z dwóch środowisk: inteligenckiej młodzieży z urzędniczego Żoliborza oraz robotniczego Starego Miasta. Pierwszą, zakończoną sukcesem, akcją bojową I plutonu była przeprowadzona we wrześniu 1943 Akcja Bürkl.
Sygnalizację powierzono „Hance” „Kamie” i „Dewajtis”, które wcześniej prowadziły rozpoznanie Kutschery. Pietraszewicz potrzebował także trzech kierowców. Do tego zadania wytypował: dowódcę drużyny Moto 1. plutonu, sprawdzonego w poprzednich akcjach Bronisława Hellwiga oraz Kazimierza Sotta i Michała Issajewicza. Z uwagi na mniejsze doświadczenie dwóch ostatnich (Sott dopiero niedawno ukończył kurs samochodowy, a Issajewicz, prywatnie kuzyn Pietraszewicza, przyjechał do Warszawy niedawno i dołączył do oddziału w styczniu 1944), otrzymali oni od dowódcy rozkaz odbycia dodatkowych jazd po mieście.
Odskok po akcji miał odbyć się dwoma samochodami ulicą Chopina (Szopena). Sott i Issajewicz mieli czekać w swoich autach zaparkowanych na tej ulicy u zbiegu z ul. Mokotowską i na odgłos pierwszych strzałów podjechać na wstecznym biegu do Alej Ujazdowskich. Do przyjęcia rannych miał zostać przygotowany Szpital Zakonu Maltańskiego (Szpital Maltański). Placówka była filią Szpitala Ujazdowskiego i mieściła się w pałacu Mniszchów przy ul. Senatorskiej 40. Ranni mieli zostać przewiezieni samochodem Sotta, czekającego najbliżej Alej, do którego wraz z nimi miał wsiąść jeden z pozostałych uczestników w celu ubezpieczenia. Żołnierze „Pegaza” otrzymali polecenie, aby nie jeść przed akcją, gdyż utrudniłoby to ratowanie im życia w przypadku postrzału w brzuch.
Garaż, z którego auta miały wyjechać na akcję, i do którego należało je później odprowadzić, znajdował się przy ul. Wroniej na Woli. W przypadku uszkodzenia samochodów, należało je porzucić i ewakuować się pieszo.
Punkt zbiórki, pobrania broni i wymarszu znajdował się w mieszkaniu Marii Pisarek przy ul. Mokotowskiej 59 m. 31. Część potrzebnej broni pożyczono z 2. plutonu. Została ona dostarczona do mieszkania przy ul. Mokotowskiej wieczorem 27 stycznia, w przeddzień zaplanowanej akcji.

## Pierwsza próba
Pierwsze wystawienie akcji miało miejsce w piątek 28 stycznia 1944. O godz. 7:30 rano wszyscy jej uczestnicy spotkali się w mieszkaniu przy ul. Mokotowskiej, pobrali broń i pojedynczo opuścili lokal. O godzinie 8:40 cały oddział był już rozstawiony na swoich stanowiskach w Alejach Ujazdowskich. Jednak do 9:30 nie doczekał się przyjazdu limuzyny z Kutscherą i Bronisław Pietraszewicz „Lot” dał sygnał do zakończenia akcji. Jak się okazało, zbiegła się ona z jednym z rzadkich przypadków wyjazdu dowódcy SS z Warszawy.
Wieczorem tego dnia doszło do zdarzenia, w wyniku którego plan akcji musiał ulec zmianie. Idąc po spotkaniu ul. Kruczą Zdzisław Poradzki „Kruszynka”, Jan Kordulski „Żbik”, Bronisław Hellwig „Bruno” i Zbigniew Gęsicki „Juno” natknęli się w pobliżu skrzyżowania z Wilczą na patrol żandarmerii. Idący razem na przedzie „Żbik” (zastępca dowódcy akcji i drugi wykonawca) i „Kruszynka” zaczęli uciekać w dwóch różnych kierunkach. Niemcy otworzyli ogień, w wyniku czego „Żbik” został postrzelony w rękę. Pomimo operacji przeprowadzonej tego samego dnia w Szpitalu Dzieciątka Jezus, 1 lutego konieczna stała się amputacja ręki. „Żbik” wrócił do oddziału po kilku tygodniach jako inwalida.
Pozostałym trzem członkom „Pegaza” nic się nie stało. Idący w pewnej odległości za kolegami „Bruno” i „Juno” zostali co prawda zatrzymani i wylegitymowani przez Niemców, ale nie przyznali się do znajomości z uciekającymi i zostali zwolnieni.
Wydarzenia na Kruczej sprawiły, że konieczne stało się uzupełnienie składu oddziału. „Lot” podjął także decyzję o jego zwiększeniu o jedną osobę. W ten sposób do zespołu dołączyli Zbigniew Gęsicki „Juno” i Stanisław Huskowski „Ali”.
Aby zmniejszyć ryzyko związane z możliwą dłuższą nieobecnością Kutschery w Warszawie i powtórzeniem się sytuacji z piątku 28 stycznia, zrezygnowano z ataku w pierwszy dzień roboczy następnego tygodnia, tj. poniedziałek 31 stycznia. Nowym terminem akcji był wtorek 1 lutego 1944.

## Akcja
1 lutego zbiórkę, tak jak poprzednio, wyznaczono o godz. 7:30 na ul. Mokotowskiej 59. Poranek był pochmurny. O godzinie 8:50 wszyscy uczestnicy akcji znajdowali się już na swoich stanowiskach. Około godz. 9:00 w celu sprawdzenia rozstawienia przez trasę akcji przeszedł Adam Borys „Pług”.
Zespół „Pegaza” składał się z 12 osób, podzielonych na cztery grupy (wykonawców zamachu, ubezpieczenie, kierowców oraz sygnalizację):
- Bronisław Pietraszewicz „Lot” – dowódca i pierwszy wykonawca wyroku
- Stanisław Huskowski „Ali” – zastępca dowódcy i ubezpieczenie
- Zdzisław Poradzki „Kruszynka” – drugi wykonawca
- Michał Issajewicz „Miś” – kierowca wozu Adler-Trumpf-Junior i trzeci wykonawca
- Marian Senger „Cichy” – ubezpieczenie
- Zbigniew Gęsicki „Juno” – ubezpieczenie
- Henryk Humięcki „Olbrzym” („Olbrzymek”) – ubezpieczenie
- Bronisław Hellwig „Bruno” – kierowca wozu Opel Kapitan
- Kazimierz Sott „Sokół” – kierowca wozu Mercedes 170 V
- Maria Stypułkowska-Chojecka „Kama” – sygnalizacja
- Elżbieta Dziębowska „Dewajtis” – sygnalizacja (najmłodsza uczestniczka akcji – 14 lat)[48]
- Anna Szarzyńska-Rewska „Hanka” – sygnalizacja

Zadaniem „Kamy”, ustawionej po wschodniej stronie Alej Ujazdowskich naprzeciwko wylotu alei Róż, było zasygnalizowanie (poprzez przewieszenie na prawą rękę jasnej peleryny) przyjazdu limuzyny pod kamienicę Szelechowa, a następnie – w momencie, kiedy samochód z niemieckim dowódcą będzie ruszać spod budynku – przejście przed nadjeżdżającym autem na drugą stronę Alej. Od „Kamy” sygnał o zbliżaniu się Kutschery miała przejąć stojąca na wysokości ul. Chopina „Dewajtis”, która podchodząc na skraj chodnika, miała wyciągnąć z teczki białą torbę kapeluszniczą, a następnie również przejść na drugą stronę ulicy. Ostatnia z trójki dziewcząt, „Hanka”, stojąca w pobliżu przystanku tramwajowego przy skrzyżowaniu Alej Ujazdowskich i ulicy Piusa XI, miała przekazać sygnał o zbliżaniu się opla stojącemu obok „Lotowi”. Ten, doskonale widoczny z tego miejsca dla wszystkich uczestników akcji, miał zdjąć z głowy kapelusz, dając tym sygnał do jej rozpoczęcia.
Wydarzenia potoczyły się zgodnie z planem. O godzinie 9.06 „Kama” zasygnalizowała wyjście Kutschery z kamienicy w al. Róż, po czym również „Dewajtis” i „Hanka” kolejno przekazały umówione znaki. „Lot” dał sygnał do rozpoczęcia akcji. Widząc to „Miś”, siedzący za kierownicą Adlera, stojącego z włączonym silnikiem na ulicy Piusa XI na wysokości pałacu Rembielińskiego, powoli ruszył z miejsca. Następnie skręcił w lewo w Aleje Ujazdowskie i wyjechał na spotkanie jadącej z naprzeciwka limuzynie z Kutscherą.
W tym samym kierunku ruszyli „Ali”, „Kruszynka”, „Juno”, „Olbrzym” i „Cichy”, którzy czekali po przeciwnej stronie skrzyżowania Alej Ujazdowskich i Piusa XI przy przystanku tramwajowym znajdującym się przed pałacykiem Raua.
„Miś”, jadący początkowo prawym pasem, po chwili zjechał na środek ulicy tak, aby nie przepuścić nadjeżdżającej z naprzeciwka limuzyny ani z lewej, ani z prawej strony. Widząc jednak, że niemieckie auto nie zwalnia, zjechał na lewy pas. W tym momencie kierowca Kutschery włączył żółty reflektor używany przez niemieckich dygnitarzy – co oznaczało żądanie ustąpienia przejazdu – i zaczął powoli hamować. Podobnie uczynił Polak, i oba auta zatrzymały się. Po chwili Niemiec ruszył, usiłując ominąć przeszkodę, jednak „Miś” błyskawicznie zajechał mu drogę. Samochód Kutschery został zablokowany.
Do niemieckiego auta podbiegł najpierw „Lot”, a za nim „Kruszynka”. Polski dowódca jako pierwszy z odległości jednego metra otworzył ogień do Kutschery oddając serię ze stena w opuszczone szyby boczne. Jak się okazało, tego dnia generałowi nie towarzyszył adiutant. Członkowie ubezpieczenia pobiegli na swoje stanowiska, „Juno” strzelił w biegu do wartownika pełniącego straż przed siedzibą Dowództwa SS i Policji.
Na odgłos rozpoczętej walki stojące na ulicy Chopina samochody kierowane przez „Sokoła” i „Bruna” podjechały tyłem aż do skrzyżowania z Alejami Ujazdowskimi. „Olbrzym”, „Cichy” i „Juno”, ustawieni plecami do parku Ujazdowskiego pomiędzy ulicami Piusa XI i Chopina, ostrzeliwali budynek Dowództwa SS, którego ochrona otworzyła silny ogień. Według planu powinien był ich wspierać „Ali”, jednak nie mógł on otworzyć teczki z granatami i wycofał się do samochodu „Bruna” (według raportu samego „Alego”, przedstawionego po akcji, miał on jeszcze pistolet Parabellum i kontynuował walkę).
„Kruszynka” przebiegł dookoła niemieckiego samochodu i oddał w Kutscherę serię z automatu. Dołączył do niego „Miś”, który wyskoczył ze swego auta. Widząc, że niemiecki generał jeszcze się poruszał, „Miś” oddał do niego kilka strzałów. Wspólnie wyciągnęli z samochodu ciężko rannego Kutscherę. Zaczęli przetrząsać kieszenie generała w poszukiwaniu jego dokumentów, których dostarczenie dowództwu – co było częstą praktyką w tego rodzaju akcjach – stanowiło wymagane potwierdzenie wykonania zadania. Dokumentów nie udało się jednak odnaleźć, wobec czego żołnierze „Pegaza” zabrali tylko pistolet i teczkę Kutschery.
„Olbrzym” zabił jednego z dwóch żołnierzy Wehrmachtu, którzy znaleźli się w miejscu akcji, jednak prowadzony z kilku punktów naraz niemiecki ostrzał nasilał się i był coraz celniejszy. Jako pierwszy ranny w brzuch został „Lot”. Polski dowódca ostatkiem sił zaczął wycofywać się do samochodu „Sokoła”, jednak nie był już w stanie powiadomić wszystkich, że akcja jest zakończona. W momencie odskoku Niemcy ranili także „Misia” (w głowę), a następnie „Cichego” (w brzuch) i „Olbrzyma” (w klatkę piersiową).
Dzięki skutecznym działaniom ubezpieczenia, wszystkim żołnierzom „Pegaza” udało się zająć miejsca w samochodach. Atak trwał 1 minutę i 40 sekund. Odjeżdżające ulicą Chopina samochody Niemcy ostrzeliwali jeszcze z ręcznej broni maszynowej z rogu ulic Chopina i Alej Ujazdowskich.
Auto prowadzone przez „Bruna”, z „Kruszynką” i „Alim”, pojechało z Mokotowskiej na Krochmalną (gdzie oddano broń), a stamtąd do Nowego Zjazdu. Auto „Sokoła” z czterema rannymi: „Lotem”, „Olbrzymem”, „Cichym” i „Misiem” oraz „Juno” jako ubezpieczenie pojechało w kierunku placu Bankowego, gdzie zgodnie z planem pod kawiarnią „Melodia” przy ul. Rymarskiej 12 czekał już na nich Zbigniew Dworak „Dr Maks”.
W pobliskim Szpitalu Maltańskim udzielono pomocy tylko niewymagającym interwencji chirurgicznej „Misiowi” i „Olbrzymowi”. Lekarz dyżurny dr Wacław Żebrowski nie zgodził się natomiast przyjąć „Lota” i „Cichego”. W tej sytuacji „Dr Maks” zdecydował się pojechać z rannymi do Szpitala Ujazdowskiego, na co zaprotestował „Lot” informując go, że właśnie w pobliżu tego szpitala odbyła się akcja. Ostatecznie obydwaj żołnierze „Pegaza” zostali przewiezieni do praskiego Szpitala Przemienienia Pańskiego, w którym pracował „Dr Maks”. Placówka mieściła się w tamtym czasie w budynku Żydowskiego Domu Akademickiego przy ul. Sierakowskiego 7, gdyż jej historyczna siedziba wiosną 1941 została zajęta przez Wehrmacht. Oficjalnym powodem przyjęcia do szpitala było postrzelenie obydwu mężczyzn przez policję kolejową (Bahnschutzpolizei) podczas przechodzenia przez tory przy dworcu Warszawa Wschodnia.
Operacje rannych żołnierzy „Pegaza”, najpierw „Cichego”, następnie „Lota”, trwały kilka godzin. Ich stan był bardzo ciężki. Obydwaj mieli uszkodzone jelita, a „Lot” także wątrobę. Co gorsza, przywiezieniem „Lota” i „Cichego” zainteresował się obecny w szpitalu granatowy policjant. Dyżurny lekarz (według innego źródła – policjant) musiał zawiadomić o wypadku postrzelenia komisariat policji. Praski komisariat złożył o tym meldunek do Kripo, które z kolei miało obowiązek powiadamiać o takich podejrzanych przypadkach Gestapo. Już w czasie trwania operacji w szpitalu pojawiło się dwóch granatowych policjantów w celu pilnowania rannych.
Po pozostawieniu kolegów w szpitalu „Sokół” i „Juno” mieli zabrać samochód ze śladami walki sprzed budynku i porzucić go w najbliższym dogodnym miejscu (wersji tej przeczy raport „Alego”, zgodnie z którym ranny „Lot” wydał rozkaz odprowadzenia auta z bronią na lewobrzeżną stronę miasta). Najprawdopodobniej chcąc jednak uratować auto dla oddziału, zdecydowali się na ryzykowny powrót na lewy brzeg Wisły. Kiedy dojeżdżali do połowy mostu Kierbedzia, zorientowali się, że jego wylot jest już obstawiony przez niemiecką policję. Próbowali zawrócić na Pragę, jednak podczas wykonywania tego manewru auto zaczepiło o balustradę mostu i zostało unieruchomione. „Sokół” i „Juno” wyskoczyli z wozu, ostrzeliwując się zza filarów mostu. „Sokół” rzucił jeszcze pod nogi nabiegających Niemców granat filipinkę. Następnie obydwaj zrzucili płaszcze i skoczyli do Wisły. Pomimo pory roku rzeka nie była w tym czasie skuta lodem. Zaczęli płynąć z prądem, jednak Niemcy strzelali do nich z mostu i z jadących brzegiem rzeki motocykli. Obydwaj żołnierze „Pegaza” zginęli w wodach Wisły.
Niemcom udało się także zidentyfikować „Sokoła”. Stało się to na podstawie prawdziwych dokumentów, które – wbrew zasadom konspiracji – miał przy sobie w czasie akcji.
Wykonanie wyroku na Franzu Kutscherze było ósmą akcją bojową „Pegaza”. Straty niemieckie wyniosły 5 osób (Franz Kutschera, jego kierowca, dwóch Niemców przed gmachem Dowództwa SS i Policji w Al. Ujazdowskich 23 oraz niemiecki policjant na moście Kierbedzia), a 9 osób zostało rannych. Po stronie polskiej straty, wraz ze zmarłymi w następnych dniach w warszawskich szpitalach „Lotem” i „Cichym”, wyniosły 4 zabitych i 2 rannych.

## Ewakuacja rannych ze Szpitala Przemienienia Pańskiego
Informacja o tym, że Niemcy wiedzą o przywiezieniu dwóch rannych do Szpitala Przemienienia Pańskiego, dotarła do Adama Borysa „Pługa”, który wydał rozkaz o bezzwłocznym zabraniu lub odbiciu „Lota” i „Cichego”, a następnie przewiezieniu ich do innej placówki na terenie miasta. Rozkaz przeprowadzenia tej akcji otrzymał Jerzy Zborowski „Jeremi”.
1 lutego ok. godz. 17:40 grupa pod dowództwem „Jeremiego” weszła do szpitala i po rozbrojeniu dwóch granatowych policjantów zniosła rannych kolegów do karetki pozyskanej z Miejskich Zakładów Sanitarnych. W tym samym czasie grupa ubezpieczająca odcięła łączność telefoniczną.
W akcji uczestniczyło 17 członków „Pegaza” ze wszystkich trzech plutonów oddziału (nazwisk dwóch uczestników nie udało się ustalić):
- Jerzy Zborowski „Jeremi” – dowódca akcji
- Stanisław Jastrzębski „Kopeć” – grupa odbijająca (dowódca grupy)
- Kazimierz Kardaś „Orkan” – grupa odbijająca
- Kazimierz Łukasiak „Burza” – grupa odbijająca
- Stanisław Huskowski „Ali” – przeniesienie rannych (dowódca grupy)
- Józef Szczepański „Ziutek” – przeniesienie rannych
- NN – przeniesienie rannych
- NN – przeniesienie rannych
- Jerzy Zapadko „Mirski” – ubezpieczenie I (dowódca grupy)
- Stanisław Dąbrowski „Cyklon” – ubezpieczenie I
- Janusz Makowski „Mrok” – ubezpieczenie I
- Stefan Królikowski „Hipek” – ubezpieczenie I
- Stefan Pakuła „Maryla” – ubezpieczenie II (dowódca grupy)
- Jan Wróblewski „Zabawa” – ubezpieczenie II
- Eugeniusz Łubieński „Pająk” – ubezpieczenie II
- Stefan Grudziński „Bogdan” – ubezpieczenie II
- Leszek de Mackay „Narwik” – ubezpieczenie II

Rannych przewieziono ulicami: Brukową (obecnie Stefana Okrzei), Targową i al. Zieleniecką przez Most Poniatowskiego na lewy brzeg, i po raz kolejny rozpoczęto poszukiwanie szpitala, który przyjąłby „Lota” i „Cichego”. Pierwszą placówką był szpital przy Warszawskiej Szkole Pielęgniarstwa przy ul. Koszykowej 78, w którym w tamtym czasie mieścił się także jeden z oddziałów chirurgicznych Szpitala Ujazdowskiego. Tutaj jednak spotkano się z odmową. Ranni trafili tymczasowo do kliniki ginekologiczno-położniczej dra Henryka Webera przy ul. Chmielnej 34, gdzie spędzili noc. Weber, który był volksdeutschem, domyślił się, kim są ranni, jednak ich nie wydał.

## Po akcji
Następnego dnia, 2 lutego, „Lota” przyjął Szpital Wolski przy ul. Płockiej 26, a „Cichego” przewieziono do Szpitala Ujazdowskiego, który jednak odmówił przyjęcia niebezpiecznego pacjenta. Przewożony już po raz szósty po postrzale „Cichy” trafił ostatecznie do Szpitala Maltańskiego, gdzie w tym czasie wciąż znajdował się „Olbrzym”, który miał przestrzelone płuco („Miś”, po założeniu opatrunku, został zwolniony do domu).
Ciężko rannych żołnierzy „Pegaza” nie udało się już jednak uratować. 4 lutego, pomimo dwukrotnej transfuzji krwi, w Szpitalu Wolskim zmarł „Lot”, a 6 lutego w Szpitalu Maltańskim – „Cichy”. Obydwu pochowano na cmentarzu Wojskowym na Powązkach.
1 lutego na Pawiak przywieziono ok. 200 mężczyzn (przeważnie poniżej 20 lat) oraz kilkanaście kobiet aresztowanych w związku z zamachem na Kutscherę. W nocy z 1 na 2 lutego, Niemcy aresztowali kolejne 385 osób w kasynie gry w al. Szucha 29. Część z nich przewieziono na Pawiak, a część do obozu przy ul. Skaryszewskiej (kilkanaście później zwolniono). Prawdopodobnie część z nich została rozstrzelana następnego dnia podczas egzekucji represyjnych.
Na drugi dzień po zamachu, 2 lutego 1944, w pobliżu miejsca akcji, pod zniszczonym we wrześniu 1939 pałacykiem Rzyszczewskich (Al. Ujazdowskie 21) na rogu Alej i ul. Chopina, ok. godz. 11.00 Niemcy rozstrzelali 100 mężczyzn przywiezionych z Pawiaka. Kolejnych 200 Polaków zamordowano tego samego dnia w ruinach getta.
Świadkiem egzekucji w Alejach Ujazdowskich był jeden z późniejszych żołnierzy „Pegaza”, Kazimierz Kamiński „Mazur”, który tak zapamiętał te wydarzenia:

(…) Patrzę po twarzach, ludzie ocierają łzy, kobiety zasłaniają oczy. Żandarmi patrzą na ludzi, pewno chcą śledzić nasze zachowanie. Od strony samochodów słychać tupot: skazańcy przechodzą ociężałym krokiem jezdnię, idą szeregiem jedni przy drugich. Niemcy z obu stron ciągną ich za ręce, żeby szybciej przechodzili. (..) Widać wyraźnie, że są bez nakrycia głowy, mają tylko jakieś białe opaski na głowach. Potem zrozumiałem, że mają zawiązane oczy. Podchodzą pod mur. Stają twarzami do żelaznego ogrodzenia obok Alei Róż. Salwa. Runęli twarzami na mur, staczając się na ziemię (…) Patrzę znów i widzę, jak biegną następni przez jezdnię. Stanęli obok leżących we krwi na ziemi. Tuż przy samochodzie widać następny szereg skazańców. Salwa zagłusza komendę i znów doprowadzają następnych (…) Wreszcie strzały umilkły. Pluton egzekucyjny odmaszerował w bok. Widać tylko ciała leżące na szerokiej jezdni Alej. Jacyś cywile wrzucają trupy do samochodów (...) Wyraźnie widać, jak spłukują strumieniami wody cały chodnik i jezdnię. Szynami tramwajowymi płynie krew z wodą.

Tego samego dnia siły niemieckie w Warszawie zostały wzmocnione przez oddziały Gestapo z Lublina, Radomia, Krakowa i Lwowa. Od godziny 16.00 przez megafony uliczne podawane były dwa obwieszczenia, które rozplakatowano 3 lutego rano. Pierwsze dotyczyło przeprowadzonej kilka godzin wcześniej w Alejach Ujazdowskich egzekucji za dokonanie „ohydnego, podstępnego zamachu”. Nie podano w nim jednak nazwisk rozstrzelanych zakładników. Obwieszczenie zostało podpisane przez Komendanta Policji Bezpieczeństwa i SD na dystrykt warszawski, którym był w tamtym czasie Ludwig Hahn. Drugie obwieszczenie, podpisane fikcyjnie nazwą stanowiska nieżyjącego Kutschery, wobec „niespełnienia przez ludność obowiązku walki z elementami zbrodniczymi” nakładało na miasto sankcje ekonomiczne.
Warszawę oraz gminy powiatu warszawskiego obłożono kontrybucją w wysokości 100 mln złotych (z czego na samą stolicę przypadło 85 mln złotych). Była to trzecia – i zarazem największa – kontrybucja nałożona przez niemieckie władze okupacyjne na Warszawę w czasie II wojny światowej, a pierwsza nałożona na powiat warszawski. Za jej ściągnięcie był odpowiedzialny Zarząd Miejski. Podstawowa składka wyniosła 30 zł (osoby otrzymujące kartki żywnościowe w Warszawie, w tym dzieci powyżej 14 lat). W przypadku właścicieli budynków były to kwoty od 200 do 3 tys. zł, a placów niezabudowanych od 200 do 300 zł. Przedstawiciele wolnych zawodów musieli zapłacić 1200 zł, a właściciele przedsiębiorstw, w zależności od rocznych obrotów, od 1500 do 20 tys. zł. Podczas gdy gminy podwarszawskie zebrały i wpłaciły całą przypadającą na nie kwotę kontrybucji (15 mln złotych) jeszcze przed lub najpóźniej w wyznaczonym przez Niemców terminie, wpłaty w Warszawie wpływały wolno, pomimo tego, że dla ich przyjmowania uruchomiono wszystkie kasy Zarządu Miejskiego oraz kasy warszawskich banków. Do końca marca wpłacono 68 mln złotych. Chociaż Niemcy nie naciskali zbyt gwałtownie na dotrzymanie terminu, to ostatecznie wobec opornych płatników zaczęto wszczynać pozorowane egzekucje należności. Ostatecznie całą sumę 85 mln złotych zebrano po upływie kilku miesięcy od pierwszego terminu płatności.
Na podstawie tego samego obwieszczenia zawieszono (do 21 lutego) wszystkie polskie przedstawienia w teatrach, kinach, kabaretach oraz innych lokalach rozrywkowych, zamknięto „nieniemieckie” restauracje oraz przesunięto (do 15 marca 1944) początek godziny policyjnej z 20.00 na 19.00.
Wydane 2 lutego po polsku rozporządzenie Wyższego Dowódcy SS i Policji w Generalnym Gubernatorstwie Wilhelma Koppego zakazywało osobom niebędącymi Niemcami (z wyjątkiem obywateli państw sprzymierzonych z III Rzeszą lub niebędących z nią w stanie wojny) prowadzenia samochodów osobowych i motocykli na terenie Warszawy. Mogły one prowadzić samochód tylko wówczas, gdy w wozie wraz z nimi jechał Niemiec. Rozporządzenie było następstwem użycia przez żołnierzy „Pegaza” w czasie akcji likwidacyjnej Kutschery trzech samochodów.
4 lutego Niemcy urządzili uroczystości pogrzebowe Franza Kutschery. Kondukt żałobny z jego zwłokami przejechał Alejami Ujazdowskimi, Nowym Światem, Krakowskim Przedmieściem, Królewską i przez plac Piłsudskiego do będącego oficjalną siedzibą gubernatora dystryktu pałacu Brühla. Tam odbył się ślub nieżyjącego z jego narzeczoną, Norweżką Jane Lilian Steen, będącą w zaawansowanej ciąży. Stamtąd trumnę z ciałem Kutschery przewieziono na niemiecki cmentarz Bohaterów (Heldenfriedhof) znajdujący się na cmentarzu Wojskowym na Powązkach (według wcześniejszych źródeł kondukt udał się na Dworzec Gdański, a stamtąd specjalnym pociągiem do Berlina lub trumnę przetransportowano do Niemiec drogą powietrzną z lotniska bielańskiego). Został pochowany w części Q nekropolii, rzędzie V, w grobie nr 6. Podczas uroczystości zastosowano najwyższe środki bezpieczeństwa. Cała trasa konduktu została obstawiona przez niemiecką policję, a ulice zamknięto dla Polaków. Ponadto mieszkańcom budynków znajdujących się na terenie dwóch śródmiejskich komisariatów policji (I i II) (m.in. ul. Nowy Świat od ul. Świętokrzyskiej, Krakowskiego Przedmieścia, części Powiśla i Starego Miasta) nakazano w godz. 10.00–17.00 opuszczenie swoich mieszkań i pozostawienie kluczy u dozorców. Także w części Żoliborza na kilka godzin zamknięto sklepy, mieszkańcom zabroniono wychodzenia na ulicę i wstrzymano ruch tramwajowy.
Na stanowisku dowódcy SS i Policji na dystrykt warszawski zabitego Kutscherę zastąpił SS-Oberführer Paul Otto Geibel. Do czasu objęcia przezeń tej funkcji (3 marca 1944) obowiązki dowódcy SS i Policji na dystrykt warszawski pełnił tymczasowo SS-Oberführer Herbert Böttcher – dowódca SS i Policji na dystrykt radomski.
Prowadzący śledztwo w sprawie zamachu na Kutscherę Niemcy nakazali sprawdzenie listy zmarłych w warszawskich zakładach pogrzebowych. Natrafiając w jednym z nich na nazwisko „Lota” (pochowanego oficjalnie, jednak pod fikcyjnym nazwiskiem na podstawie sfałszowanego aktu zgonu, w którym wskazano jako przyczynę śmierci gruźlicę żołądka i wątroby), nakazali ekshumację ciała polskiego dowódcy. Przy oględzinach zwłok znaleziono wylot kuli w plecach, co spowodowało aresztowanie właściciela zakładu pogrzebowego. Niemcy zatrzymali także ordynatora oddziału gruźlicy i chorób wewnętrznych Szpitala Wolskiego, Janinę Misiewicz, oraz jej asystentów, Mieczysława Ropka i Jana Wójcikiewicza. Zabiegi w sprawie ich uwolnienia podjął dyrektor szpitala dr Józef Marian Piasecki. Za zwolnienie lekarzy wręczono łapówkę w wysokości 400 tys. złotych. Sprzyjającą okolicznością okazał się przy tym fakt, że jedna z pacjentek dr. Piaseckiego była kochanką wpływowego gestapowca. Ostatecznie po upływie tygodnia dr Misiewicz i jej asystentów zwolniono z Pawiaka.
10 lutego 1944 miały miejsce dwie kolejne odwetowe egzekucje uliczne – pod murem ogrodu księży Orionistów przy ul. Barskiej na Ochocie oraz przy ul. Wolskiej 79/81 na Woli. W rozplakatowanym dwa dni później niemieckim obwieszczeniu znalazła się informacja, iż tego dnia straconych zostało 140 zakładników. Konspiracyjne meldunki z Pawiaka wskazywały jednak, że w dniach 10–11 lutego 1944 rozstrzelanych zostało ok. 470 osób (większość z nich zamordowano w ruinach getta). Ponadto 11 lutego Niemcy powiesili 27 więźniów Pawiaka na balkonach spalonego domu przy ul. Leszno (naprzeciwko gmachu Sądów). 15 lutego przy ul. Senatorskiej 6 rozstrzelano jeszcze ok. 40 zakładników.
Były to ostatnie uliczne egzekucje w Warszawie, przeprowadzone przez Niemców przed wybuchem powstania warszawskiego. Po śmierci Kutschery niemiecki terror w Warszawie odczuwalnie zelżał. Nowy dowódca SS i Policji na dystrykt warszawski Paul Otto Geibel zrezygnował z rozstrzeliwania zakładników na ulicach miasta. Niemcy częściowo zaprzestali także informowania o rozstrzelaniu więźniów za pośrednictwem ogłoszeń megafonowych i afiszy. Wyraźnie wyczuwalne było dążenie okupantów, aby nie stwarzać Polakom okazji do manifestacji uczuć patriotycznych. Nadal przeprowadzane były jednak liczne egzekucje w ruinach getta.
W swoim pierwszym po śmierci Kutschery raporcie o sytuacji w dystrykcie, datowanym na 10 lutego 1944 i obejmującym miesiące grudzień 1943 oraz styczeń 1944, gubernator Ludwig Fischer napisał:

(...) W grudniu 1943 zamordowano 50 Niemców, a w styczniu 1944 roku tylko pięciu. Także liczba rannych znacznie się zmniejszyła; podczas gdy w grudniu 1943 rannych zostało 56 Niemców, to w styczniu 1944 ta liczba spadła do 20. Zmniejszyła się też nadzwyczaj liczba napadów w dystrykcie warszawskim, osiągając tak niski stan, jakiego już od miesięcy nie notowano. Ta widoczna wszędzie poprawa stanu bezpieczeństwa jest w dużym stopniu wynikiem ostrych, lecz koniecznych środków, jakie w porozumieniu ze mną zastosował dowódca SS i policji SS-Brigadeführer i generał major policji Kutschera. Dlatego szczególnie tragiczny jest fakt, że właśnie on, który tak niezmiernie wiele zdziałał dla bezpieczeństwa żyjących tu Niemców, sam w końcu okresu sprawozdawczego padł ofiarą polskiego zamachu.

W ocenie dowództwa Armii Krajowej akcja, pomimo bardzo trudnych warunków, została przeprowadzona precyzyjnie i zgodnie z planem w sposób, z którego oddział mógł być dumny. Negatywnie oceniono natomiast późniejszą decyzję odprowadzenia samochodu na lewy brzeg Wisły, co podwoiło liczbę zabitych żołnierzy „Pegaza”. Z uznaniem o organizacyjnej stronie zamachu wyrażali się także sami Niemcy. Bezpośredni przełożony Kutschery Wilhelm Koppe, przedstawiając 16 lutego na posiedzeniu rządu Generalnego Gubernatorstwa w Krakowie informację o stanie bezpieczeństwa, określił warszawską akcję polskiego ruchu oporu jako „koronkową robotę”:

(...) Do najpoważniejszych wstrząsów ostatniego okresu należy zaliczyć dwa wielkie zamachy; ofiarą jednego z nich padł SS-Brigadeführer Kutschera. Członkowie nacjonalistycznego ruchu oporu przygotowali ten zamach tak precyzyjnie, że można go nazwać koronkową robotą. Przy jednym z ranionych sprawców znaleziono szkic, z którego wynikało, że plan zamachu opracowany był do najdrobniejszych szczegółów włącznie z pozycjami zajmowanymi przez poszczególnych jego wykonawców i kolejnością strzałów.

Rozkazem nr 267/BP z dnia 25 marca 1944 Komendant Główny Armii Krajowej nadał Bronisławowi Pietraszewiczowi „Lotowi” Order Virtuti Militari V klasy, a dziesięciorgu uczestnikom akcji („Sokołowi”, „Juno”, „Cichemu”, „Olbrzymowi”, „Kruszynce”, „Misiowi”, „Bruno”, „Hance”, „Kamie” i „Dewajtis”) – Krzyże Walecznych po raz pierwszy. Tym samym rozkazem Komendant Główny awansował „Lota” i „Rayskiego” do stopnia podporucznika czasów wojny. W 1947 wszyscy bezpośredni uczestnicy zamachu na Franza Kutscherę zostali także odznaczeni Krzyżem Grunwaldu III klasy i otrzymali stopnie oficerskie.
Ostatnie uczestniczki akcji, Maria Stypułkowska-Chojecka ps. „Kama” i Elżbieta Dziębowska ps. „Dewajtis”, zmarły w 2016.
Podczas budowy w latach 1990–1992 w rejonie cmentarza Wojskowego na Powązkach al. Prymasa Tysiąclecia, dokonano ekshumacji ponad 2000 żołnierzy niemieckich spoczywających na Heldenfriedhof (w tym Franza Kutschery), których szczątki przeniesiono następnie na niemiecki cmentarz wojenny w Joachimowie-Mogiłach. Z powodu odpowiedzialności Kutschery za zbrodnie wojenne jego nazwisko nie zostało umieszczone na tablicach, na których wymieniono pochowanych na cmentarzu.

## Upamiętnienie
W miejscu akcji, przy jezdni Alej Ujazdowskich, 31 lipca 1956 odsłonięto kamień pamiątkowy z tablicą z brązu. Obecnie znajduje się na nim tablica o treści:

W tym miejscu 1 lutego 1944 roku
z wyroku Polskiego Państwa Podziemnego
Oddział Specjalny Kierownictwa Dywersji
Komendy Głównej Armii Krajowej „Parasol”
wykonał udaną akcję na generała SS i policji
Franza Kutscherę – kata Warszawy.
W akcji polegli Bronisław Pietraszewicz
„Lot” lat 22 – dowódca akcji, Zbigniew Gęsicki
„Juno” lat 24, Marian Senger „Cichy” lat 20,
Kazimierz Sott „Sokół” lat 20.
Cześć ich pamięci

W 2007 w chodnik Alej Ujazdowskich (po stronie wschodniej), w miejscach, w których stały „Kama” (na wysokości alei Róż), „Dewajtis” (na wysokości ulicy Chopina) oraz „Hanka” (przy skrzyżowaniu z ulicą Piekną), wmurowano trzy tablice pamiątkowe.
Zbigniewa Gęsickiego i Kazimierza Sotta, którzy zginęli skacząc z mostu Kierbedzia do Wisły, aby uniknąć aresztowania przez Niemców, upamiętnia tablica umieszczona w latach 50. na północnej balustradzie mostu Śląsko-Dąbrowskiego (bliżej strony praskiej).
O ofiarach niemieckich egzekucji odwetowych z 2 lutego 1944 przypomina tablica Tchorka umieszczona w latach 50. na budynku Ambasady Węgier w Al. Ujazdowskich 21, wzniesionym w miejscu rozebranego po wojnie pałacyku Rzyszczewskich.
Czterech poległych uczestników akcji (Zbigniewa Gęsickiego, Bronisława Pietraszewicza, Mariana Sengera i Kazimierza Sotta) upamiętniono w grudniu 1990 jako patronów ulic na Ursynowie.
W lutym 2007 przy głównym wejściu do Szpitala Praskiego w alei „Solidarności” 67 odsłonięto tablicę upamiętniającą lekarzy, pielęgniarki i personel szpitala, ratujących 1 lutego 1944 życie „Lotowi” i „Cichemu”.

## Zamach w kulturze masowej
- Akcja Kutschera jest głównym tematem filmu Zamach (1959) w reżyserii Jerzego Passendorfera. Przedstawiona została także w filmie Generał Nil (2009) w reżyserii Ryszarda Bugajskiego. Kwestia zamachu na Franza Kutscherę została poruszona w tekście utworu muzycznego „Testament żołnierzy z AK” do utworu rapera Jerzego „Jurasa” Wrońskiego opublikowanego na albumie pt. Biało-czerwone serce, a scena przedstawiająca zamach została uwieczniona w teledysku do tej piosenki (2015)[124]. Ponadto scena nawiązująca do zamachu została przedstawiona w odc. 41 pt. „W pułapce” serialu telewizyjnego Czas honoru (2011).
- W 2009 odbyło się widowisko historyczne „Zamach na Kutscherę”, zorganizowane przez warszawski oddział Instytutu Pamięci Narodowej (IPN) w ramach cyklu „Bohaterowie Warszawy”[125].
- W 2012 IPN, w ramach serii wydawniczej „W imieniu Polski Walczącej”, opisującej najważniejsze akcje bojowe Armii Krajowej podczas II wojny światowej, wydał komiks Zamach na Kutscherę[126].

## Galeria

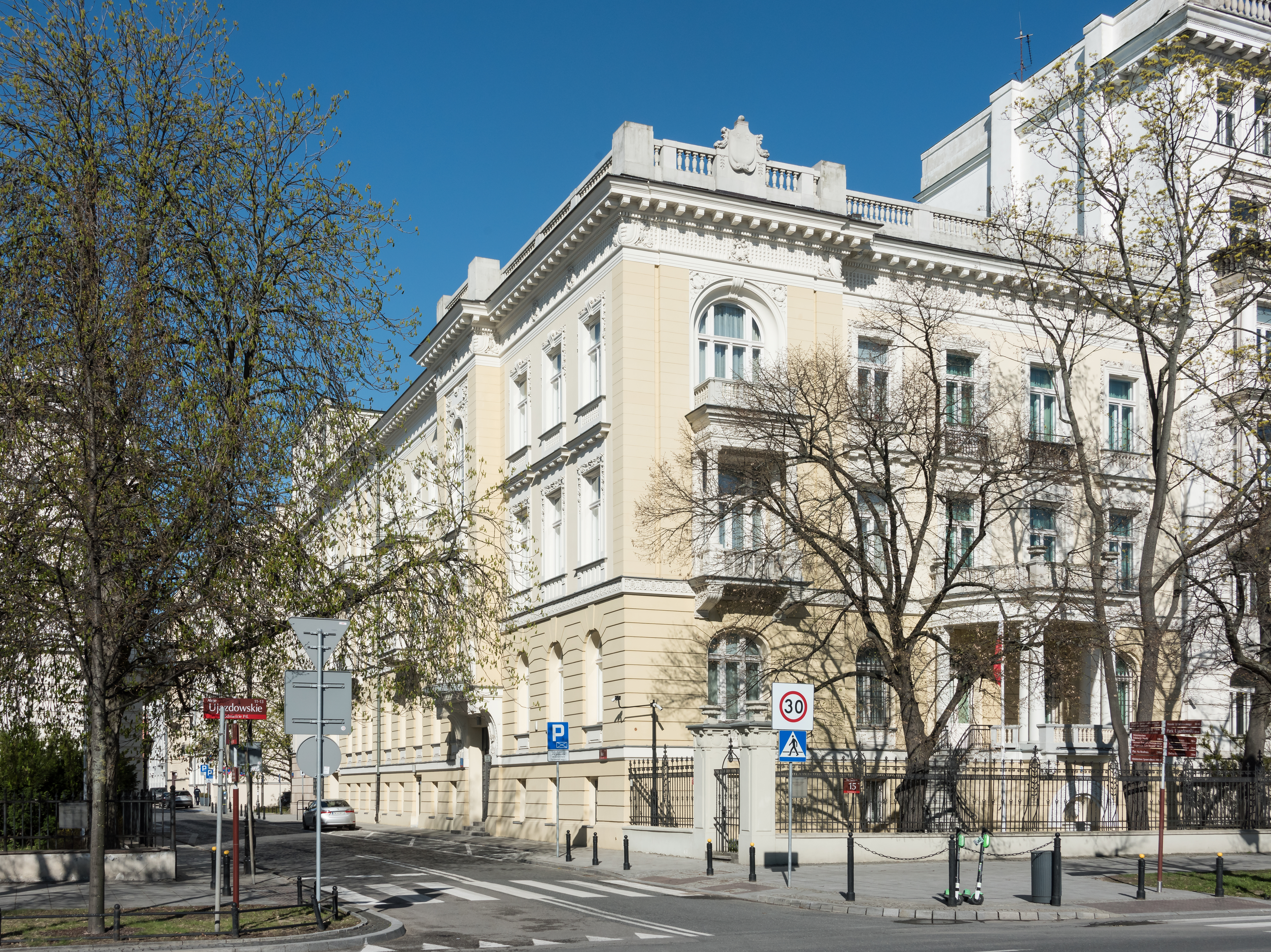
Kamienica Mikołaja Szelechowa współcześnie, widok od strony Alej Ujazdowskich
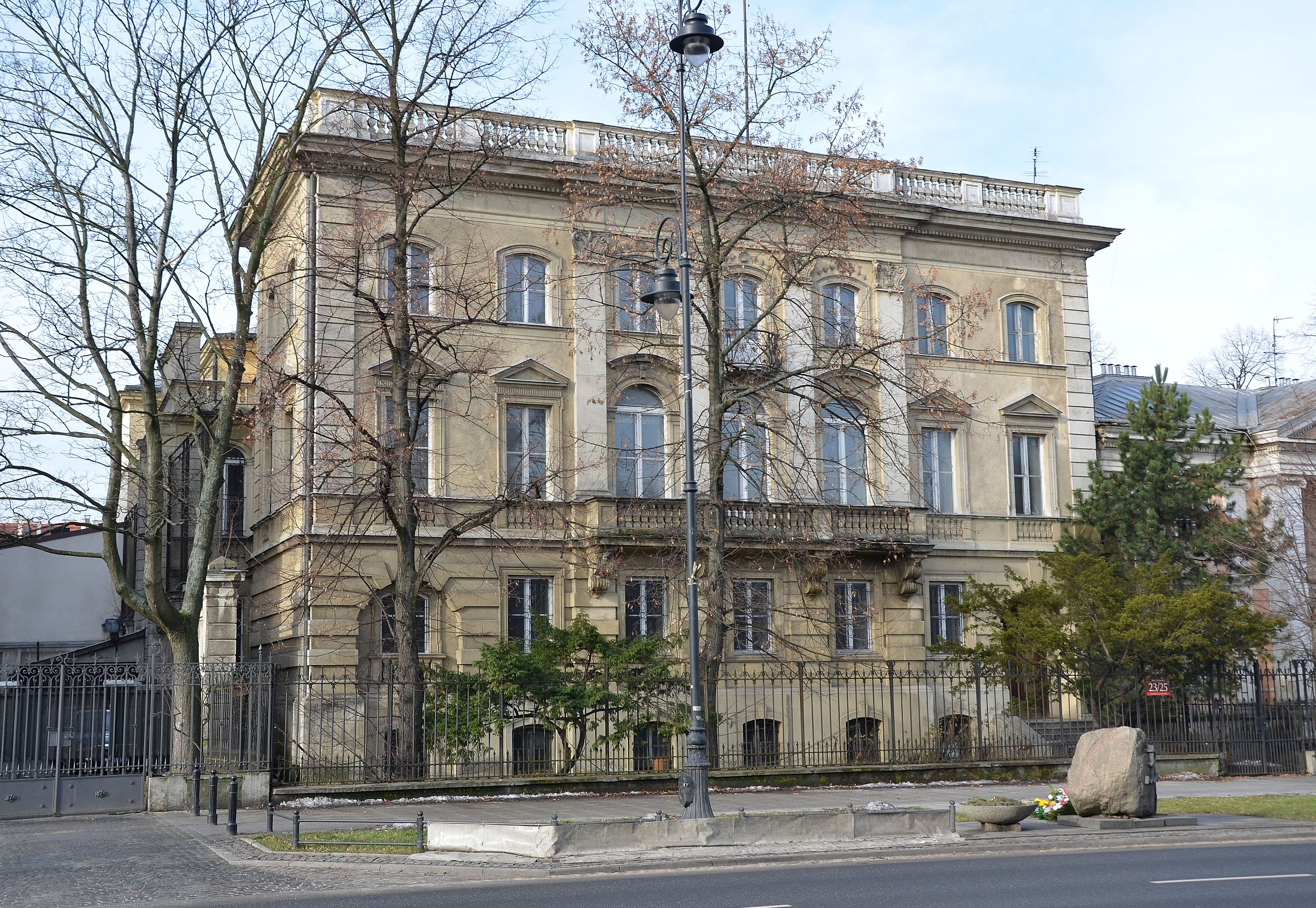
Odbudowana po wojnie w zmienionym kształcie willa Gawrońskich. Widoczny kamień pamiątkowy
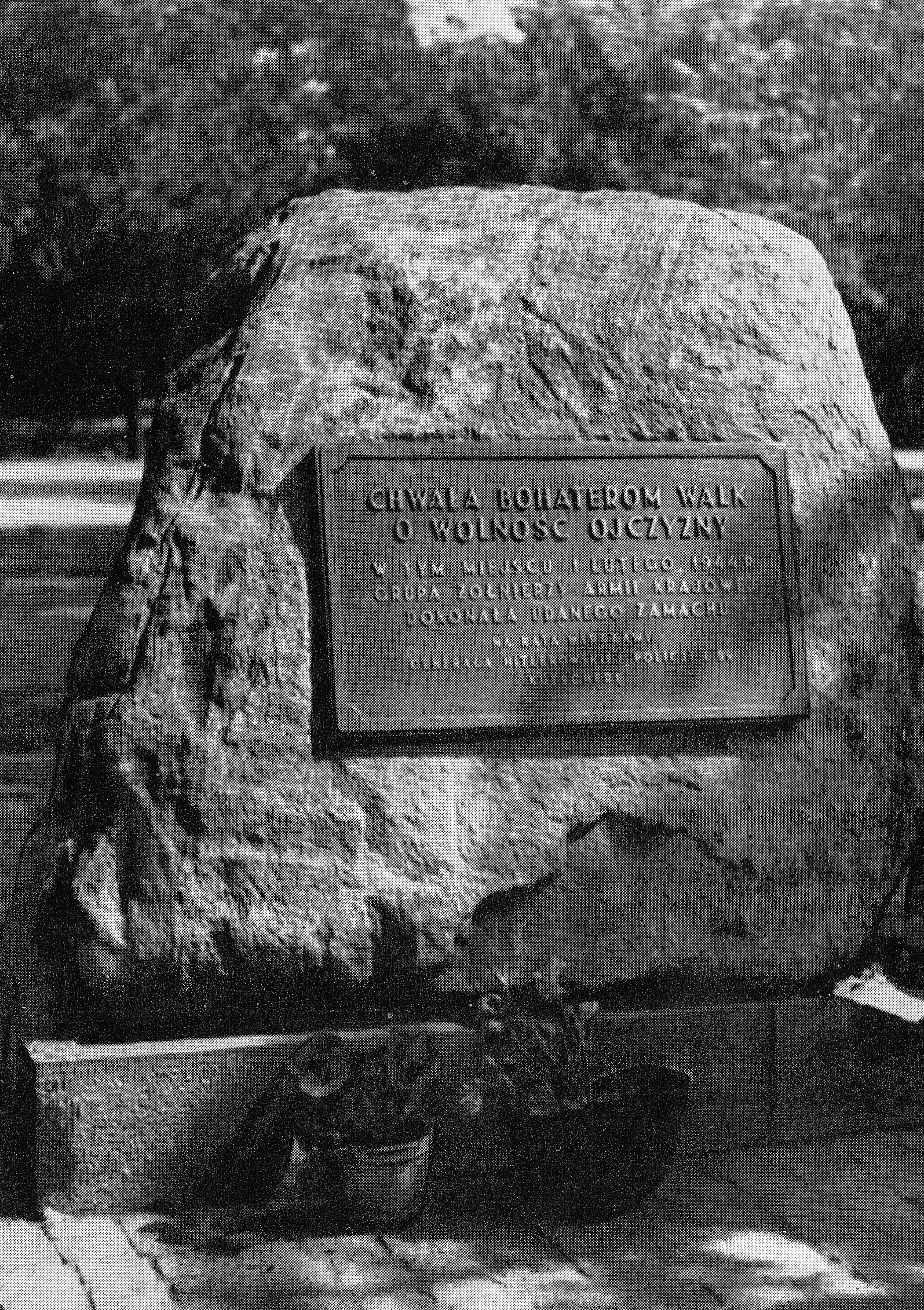
Kamień z pierwszą tablicą pamiątkową ustawiony w miejscu akcji przy jezdni Alej Ujazdowskich w 1956
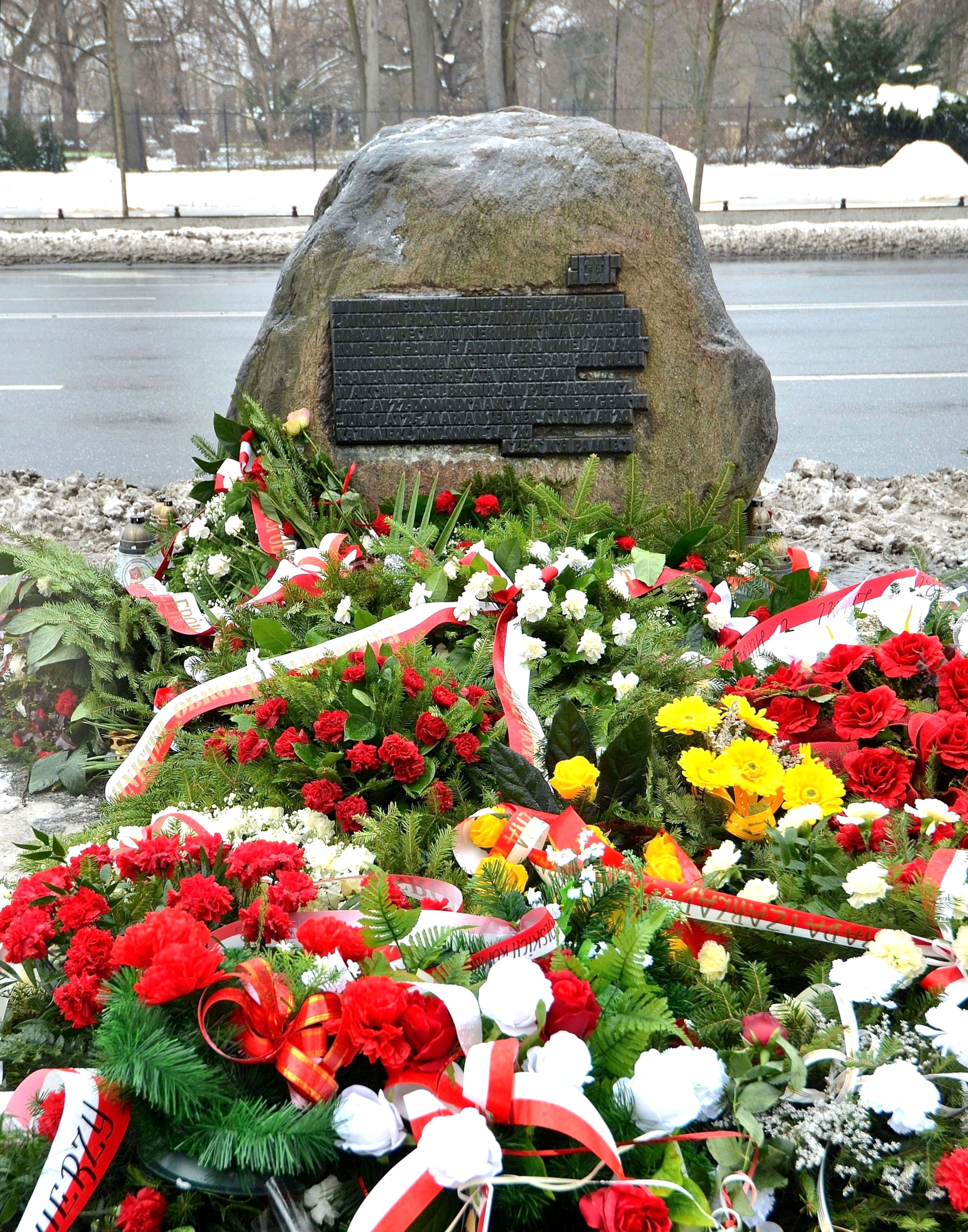
Kwiaty pod kamieniem pamiątkowym (70. rocznica akcji, 2014)
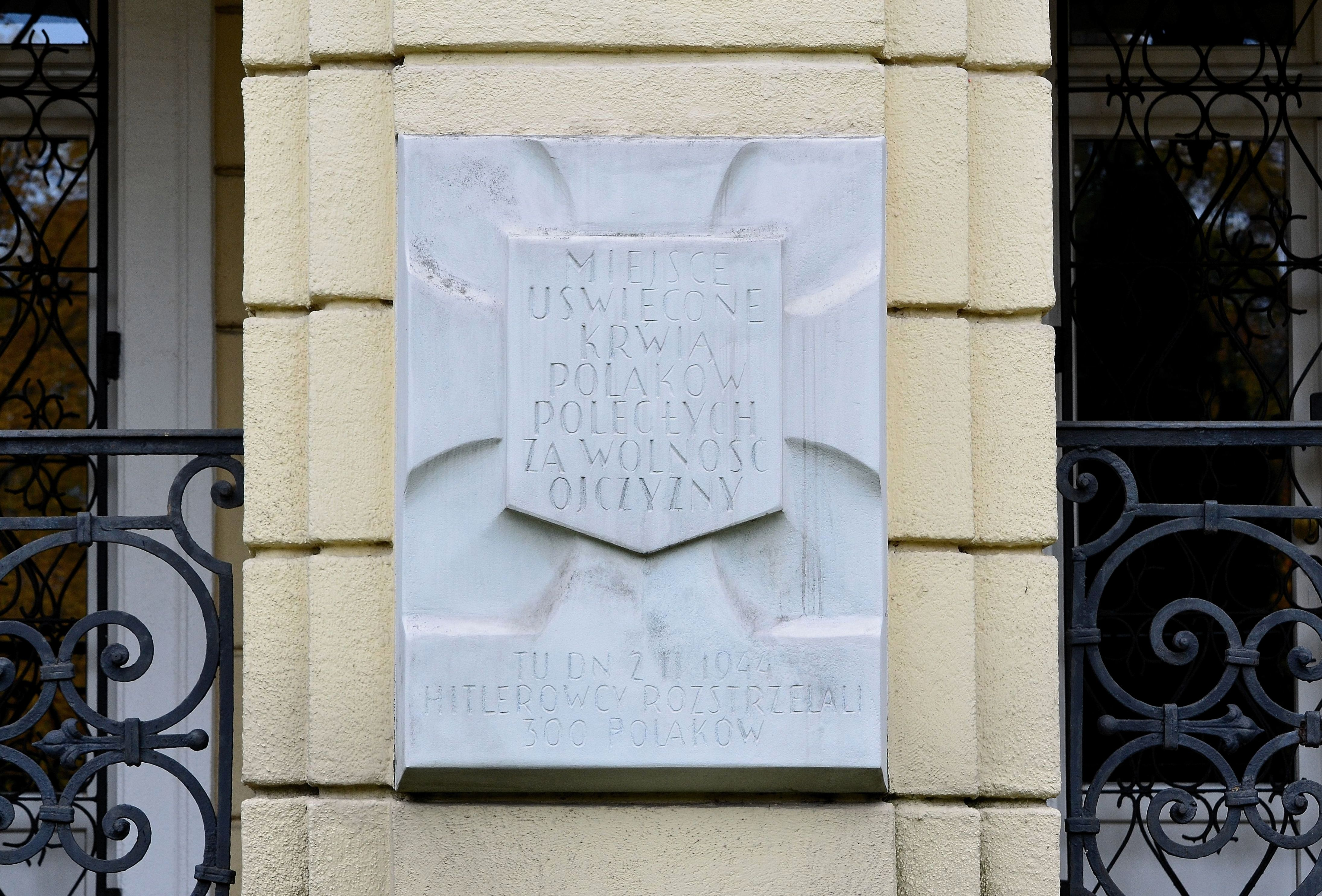
Tablica pamiątkowa Tchorka umieszczona na budynku Ambasady Węgier w Al. Ujazdowskich 21, w miejscu egzekucji przeprowadzonej 2 lutego 1944 pod murami pałacyku Rzyszczewskich. Widnieje na niej liczba 300 rozstrzelanych Polaków. W rzeczywistości zamordowano tutaj 100 osób, a kolejne 200 – w ruinach warszawskiego getta
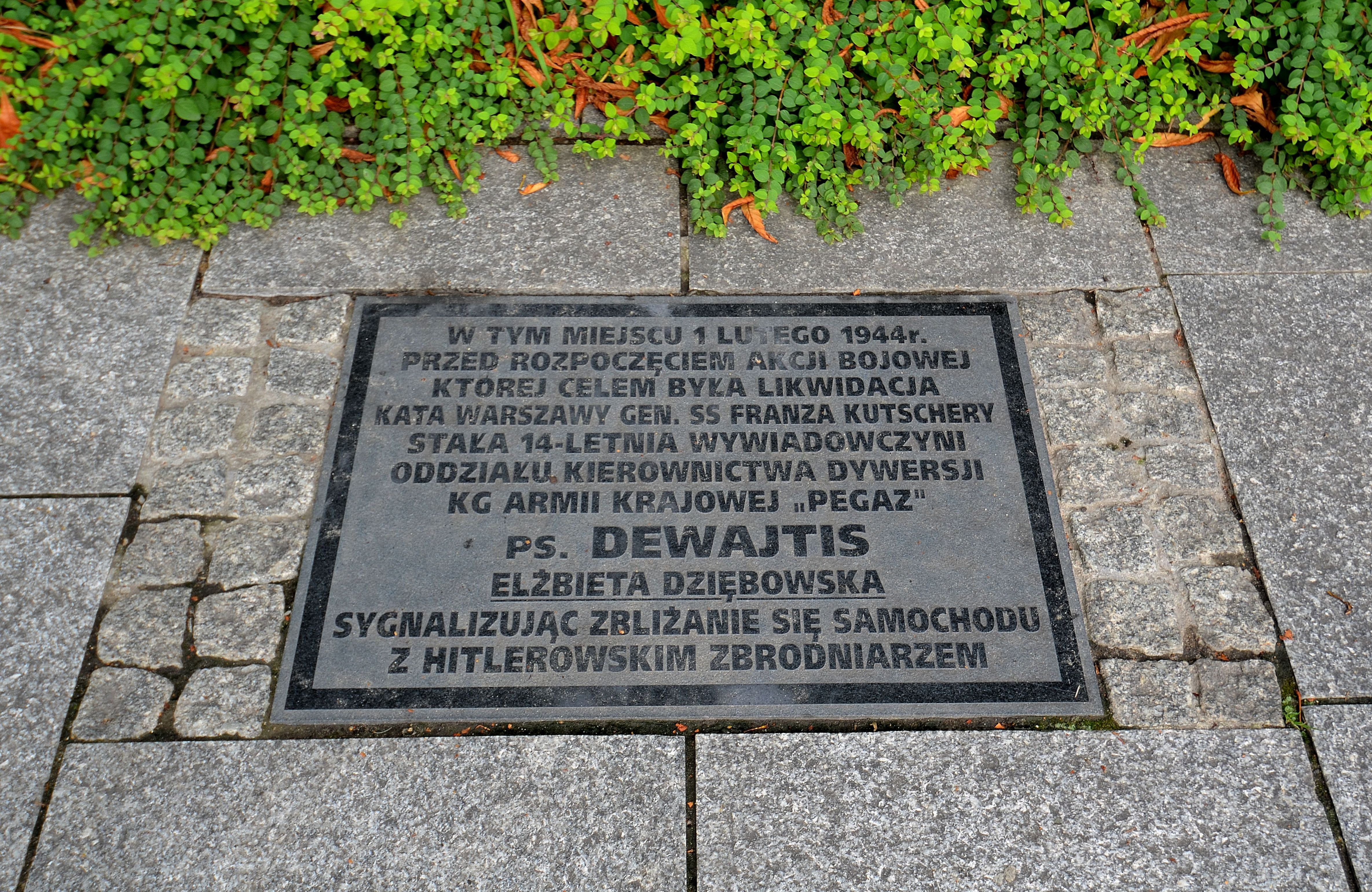
Jedna z trzech tablic pamiątkowych wmurowanych w chodnik Alej Ujazdowskich
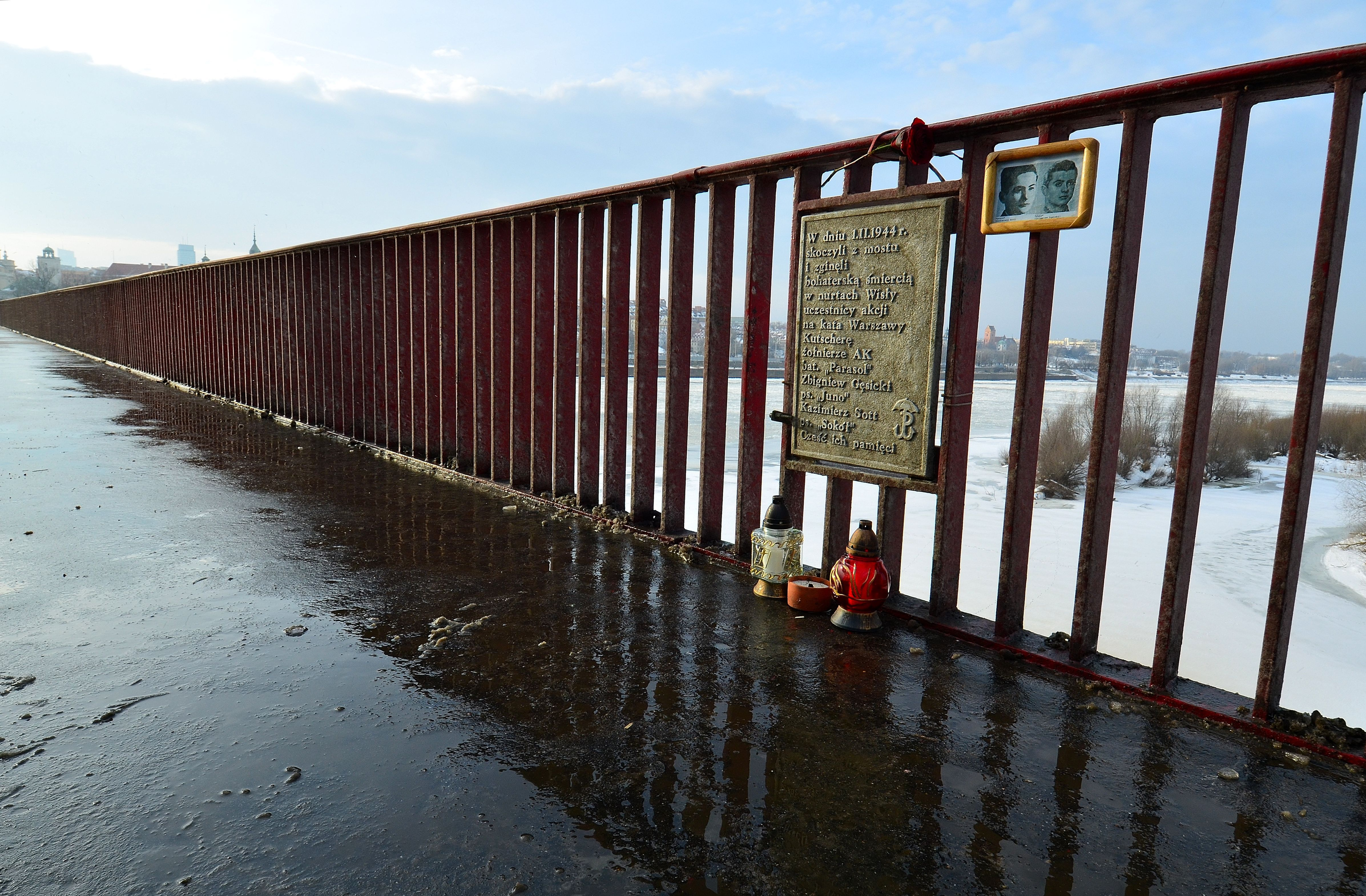
Tablica na balustradzie mostu Śląsko-Dąbrowskiego upamiętniająca „Juna” i „Sokoła”
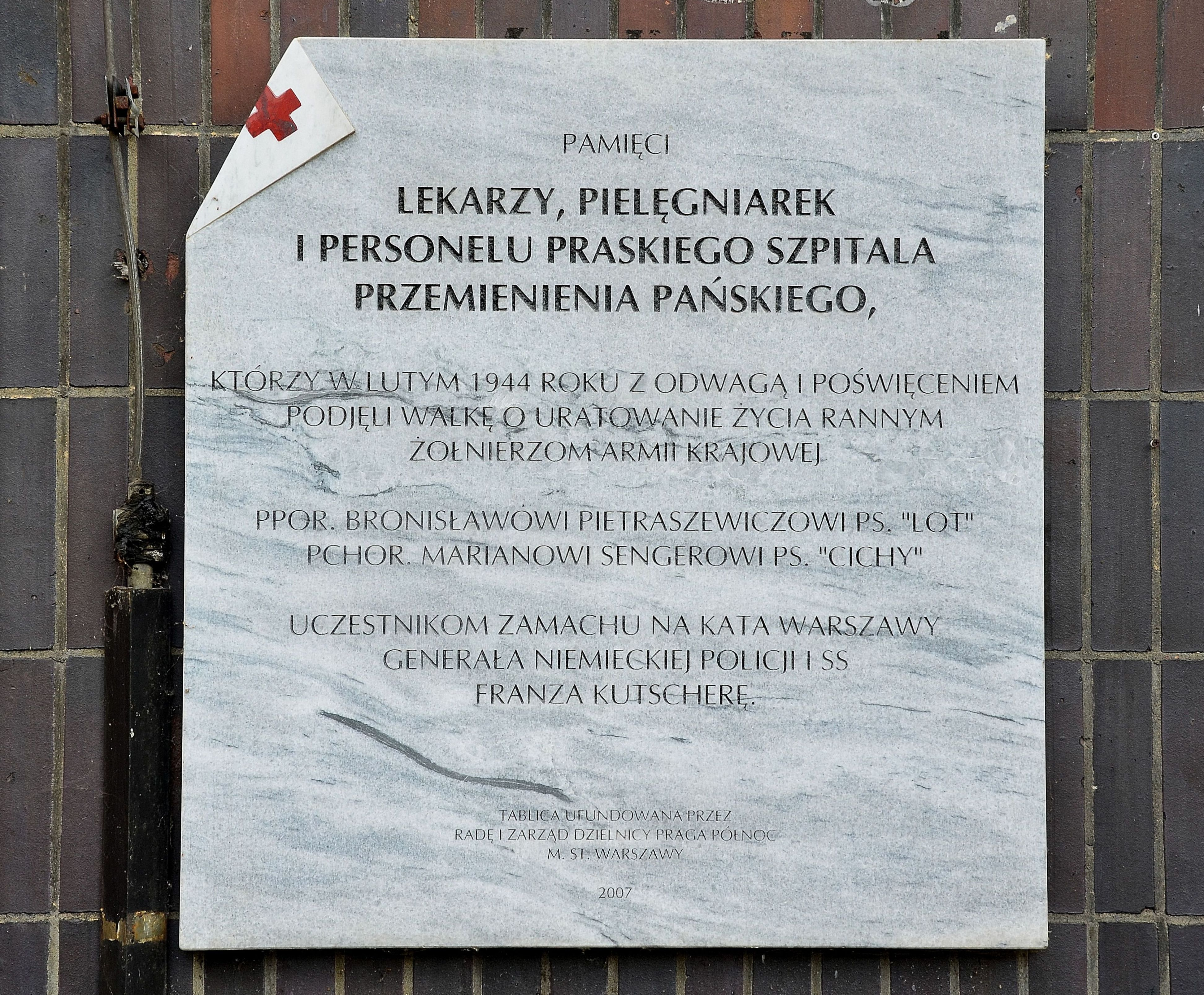
Tablica upamiętniająca personel Szpitala Przemienienia Pańskiego ratujący życie „Lotowi” i „Cichemu”, odsłonięta w 2007 przy głównym wejściu do szpitala w alei „Solidarności” 67